# 다키아 속주
다키아 (Dacia) 또는 다키아 트라이아나(Dacia Traiana, 트라야누스의 다키아) 및 다키아 펠릭스(Dacia Felix, 비옥한/행복한 다키아)는 로마 제국의 서기 106년부터 271년-275년까지 유지된 속주 중 한 곳이다.  오늘날 올테니아, 트란실바니아, 바나트 등 지역으로 이뤄졌다 (루마니아, 헝가리, 세르비아 등 국가들이 나눠 가지고 있는 바나트를 제외한 나머지는 루마니아 내에 있다). 로마의 지배 기간, 제국의 국경 지대에 위치한 황제 속주로 편성되었다. 다키아 속주의 인구는 650,000명에서 1,200,000명 범위로 추측된다. 두 차례의 전쟁으로 데케발루스의 다키아 왕국을 격퇴시키고 나서야 트라야누스 (재위: 98년-11년)에게 정복되었다. 그렇지만, 로마 제국은 다키아 전체를 차지하지는 못했으며, 크리샤나, 마라무레슈, 몰도바의 대부분 지역은 자유 다키아인들의 세력권에 남았다.
로마 제국으로 통합된 뒤, 다키아는 지속적인 행정 개편을 겪었다. 119년에, 다키아 수페리오르 (상 다키아)와 다키아 인페리오르 (하 다키아, 이후에 '다키아 말벤시스'로 개칭) 등 두 구역으로 나뉘었다. 124년과 158년경 사이에, 다키아 수페리오르는 다키아 아풀렌시스(Dacia Apulensis) 그리고 다키아 포롤리스센시스(Dacia Porolissensis)로 나뉘었다. 다키아의 세 속주는 이후 166년에 통합되어 진행 중이던 마르코만니 전쟁으로 인해 '트레스 다키아이'(Tres Daciae, 다키아 세 지역)로 알려지게 되었다. 새로운 광산들이 개발되어 광석 채광이 가속화 되는 동시에 농업, 목축, 상업 역시도 번성하였다. 다키아 속주는 발칸반도를 가로 질러 위치해 있어 주둔군에 있어 중요했었고 도시 속주가 되었는데, 알려진 도시들에는 대략 10곳이 있고 모두 옛 군 주둔지에서 기원하였다. 이 중에 여덟 곳은 최상위 도시 지위인 콜로니아였다. 울피아 트라이아나 사르미제게투사가 다키아의 경제, 종교, 행정의 중심지였고 프로쿠라토르 아우구스티 (황제 직속 재정관)이 있는 곳이었으며, 반면 군사 중심지는 아풀룸이었다.
설립 이래로, 다키아 속주는 커다란 정치적 그리고 군사적 위협을 겪었다. 사르마티아인들과 동맹을 맺은 자유 다키아인들은 지속적인 약탈을 벌였다. 이후에 카르피족 (다키아계 부족 중 하나)의 침입이 이어졌고 그리고 새롭게 이곳에 도달한 게르만계 부족들 (고트족, 타이팔리족, 헤룰리족, 바스트라르나이족)은 이들과 동맹을 맺었다. 이러한 모든 행위는 로마 황제들로금 속주 유지를 어렵게 하였고, 과거 갈리에누스 재위 기간 (253년–268년)에 사실상 상실하기도 했었다. 아우렐리아누스 (270년–275년)는 서기 271년 또는 250년에 공식적으로 다키아 속주를 철폐했다. 그는 다키아에서 군대와 행정 관료들을 철수시켰고, 모이시아 인페리오르에 있는 세르디카를 중심 도시로 한 다키아 아우렐리아나를 설립하였다. 로마화가 이뤄진 인구는 이미 다키아 지역을 떠나갔었고, 로마 행정부의 철수에 따른 이 지역의 운명은 불분명하다. 한 이론에 따르면, 오늘날 루마니아 지역 대부분에서 사용되었던 라틴어가 루마니아어가 되었고, 이런 점은 루마니아인들이 다코로마인 (다키아의 로마화된 인구)의 후예라는 점을 나타낸다고 한다. 이와 반대되는 이론에서는 루마니아인의 기원은 사실 발칸반도에 있다고 한다.

## 배경

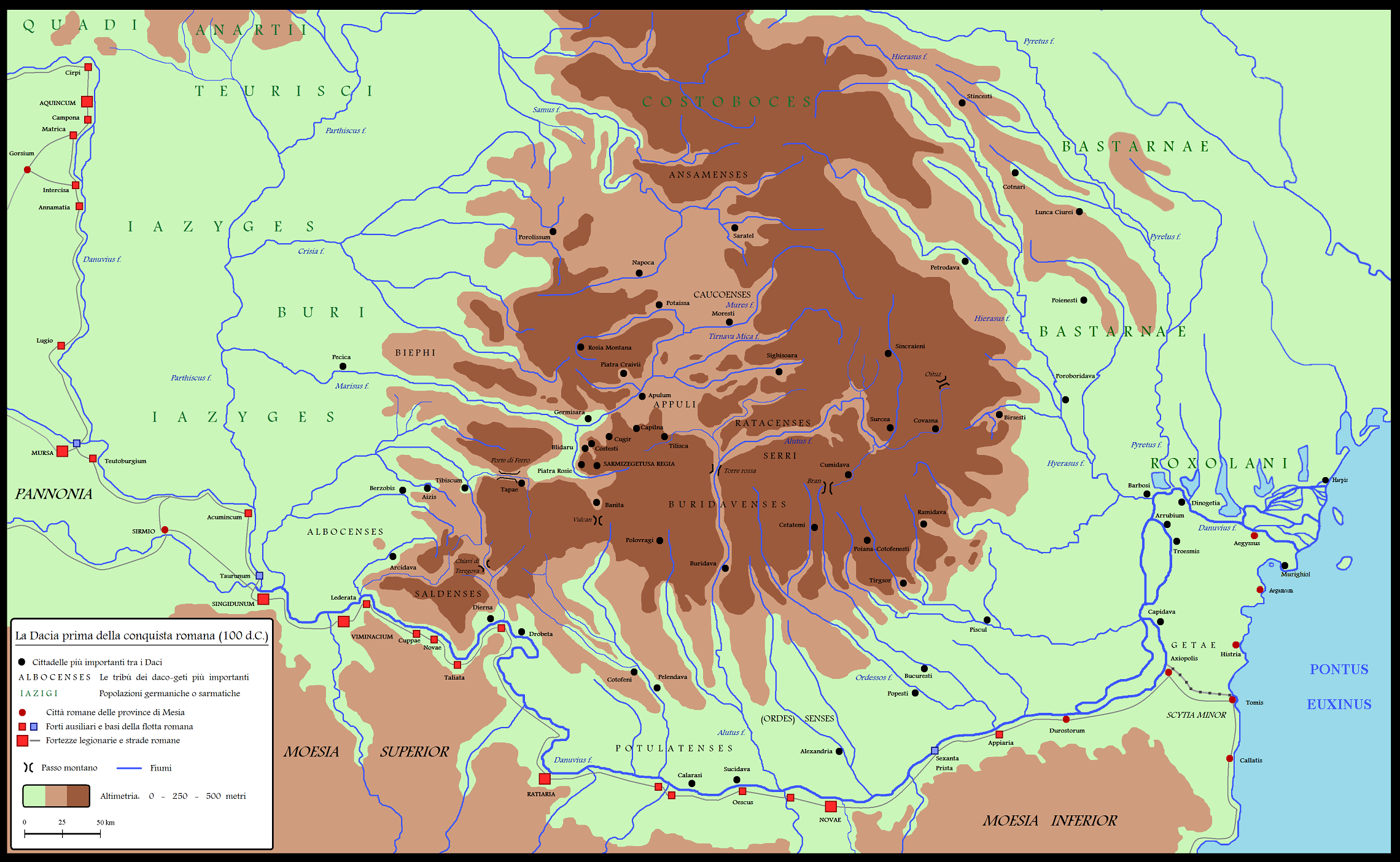
로마의 정복 이전인 서기 100년경 다키아 왕국

다키아족과 게타이족은 다키아가 로마 제국에 합병되기 이전부터 로마인들과 자주 접촉했었다. 그렇지만, 다뉴브 하류 지역에 대한 로마의 관심은 부레비스타 (재위 기원전 82년–기원전 44년)가 토착 부족들을 통일시켜 공격적인 확장 활동을 벌이기 시작하며 높아졌다. 그의 왕국은 서쪽으로는 판노니아에 이르고 동쪽으로는 흑해에 도달했으며, 동시에 남쪽에는 발칸반도까지 지배권이 이어졌다.
기원전 74년쯤, 가이우스 스크리보니우스 쿠리오가 이끄는 로마 군단이 다뉴브 하류로 진격하였고 다키아인들과 접촉하게 되었다. 부레비스타의 커져가던 세력과 영향력에 대한 로마의 우려는 그가 로마 정치에 있어 영향력을 미치기 시작하며 커졌다. 파르살루스 전투가 벌어지기 바로 직전에 폼페이우스를 지지하며 로마 공화정의 내전에 참여하기로 한 그의 마지막 순간 결정은 폼페이우스 세력과 협상을 맺으면서, 율리우스 카이사르가 그의 눈길을 다키아로 돌린다는 것을 의미하였다. 기원전 44년에 카이사르가 기획한 파르티아 전쟁의 일부로서, 그는 다키아로 건너가 부레비스타를 제거할 준비를 하였으며, 이에 따른 그의 왕국의 붕괴를 야기할 것을 기대하였다. 이 다키아 원정이 카이사르의 암살에 따라 이뤄지지 못했지만, 부레비스타는 그가 지배하던 부족들을 진정으로 통일시켜내는 데는 실패하였다. 부레비스타 암살 사건이 벌어지고 난 뒤에, 그의 왕국은 네 개 세력으로 나뉘었고, 이후에는 다섯 개가 되었는데, 각기 다른 왕들이 다스렸다.
부레비스타의 죽음부터 데케발루스의 등장까지, 로마군은 다키아와 게타이 등과 충돌을 이어나갔다. 인접한 로마의 속주인 모이시아와 판노니아 등에 대한 이들 부족들의 지속적인 약탈은 총독들과 황제들이 다키아에 대한 수 차례 정벌에 착수하게 했다. 이 모든 정벌 행위들이 다키아의 로마 이전 시대 말기 동안 로마 제국과 다키아인들이 사회, 외교, 정치적 교류가 이어지게 했다. 여기에서 로마의 '아미키 에트 소키' (친구와 동맹)라고 인정되는 방식으로 다키아인들에게 호의적인 지위가 부여되는 일도 있었지만 옥타비아누스 시대에 들어서 이는 주요 로마 개인 인사들의 후원과 연관되어 있었다. 이에 대한 예시가 마르쿠스 안토니우스와 내전 기간 옥타비아누스의 행동이었다. 안토니우스의 유럽 지역들을 위협할 수 있는 동맹을 찾던 아우구스투스는 다키아의 왕 코티소의 딸과 혼인을 하고, 코티소는 옥타비아누스의 딸 율리아와 결혼을 하는 조건으로, 기원전 35년에 다키아인들에게 동맹을 맺을 것을 제안하기도 했다.

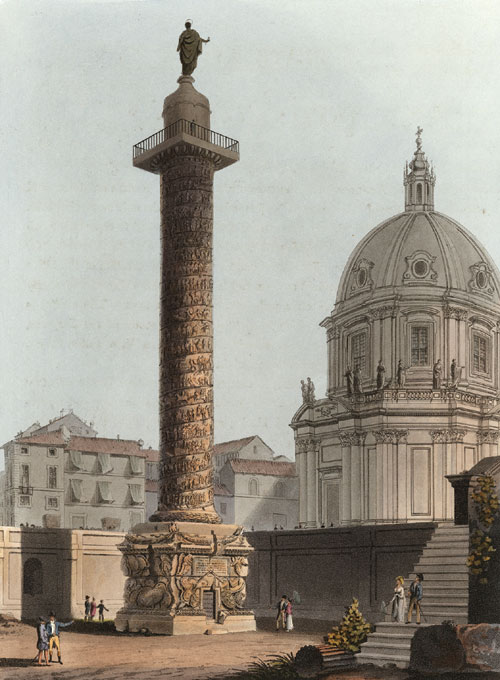
1820년 당시 트라야누스 원주

로마인들에게 다키아 지역의 왕족들을 볼모로 보내는 관습이 기원전 1세기 초 기간의 어느 시기에 시작되었을 것으로 추측되지만, 옥타비아누스 재위 때 일어난 것이 틀림없을 것으로 보며 로마 이전 시대 말까지 계속해서 행해졌다. 다른 한편으로, 고대 사료들은 다키아 내 로마의 무역상들과 예술가들의 존재를 뒷받침하고 있고, 또한 동시에 이 지역이 탈주한 로마 노예들을 위한 안식처 역할을 했다고 한다. 이 문화적 그리고 상업적 교류를 통해 다키아 지역 전역에 점진적인 로마의 영향력 전파가 이뤄졌으며, 오러슈티에산맥 인근 지역에서 이러한 경향이 분명하게 보여졌다.

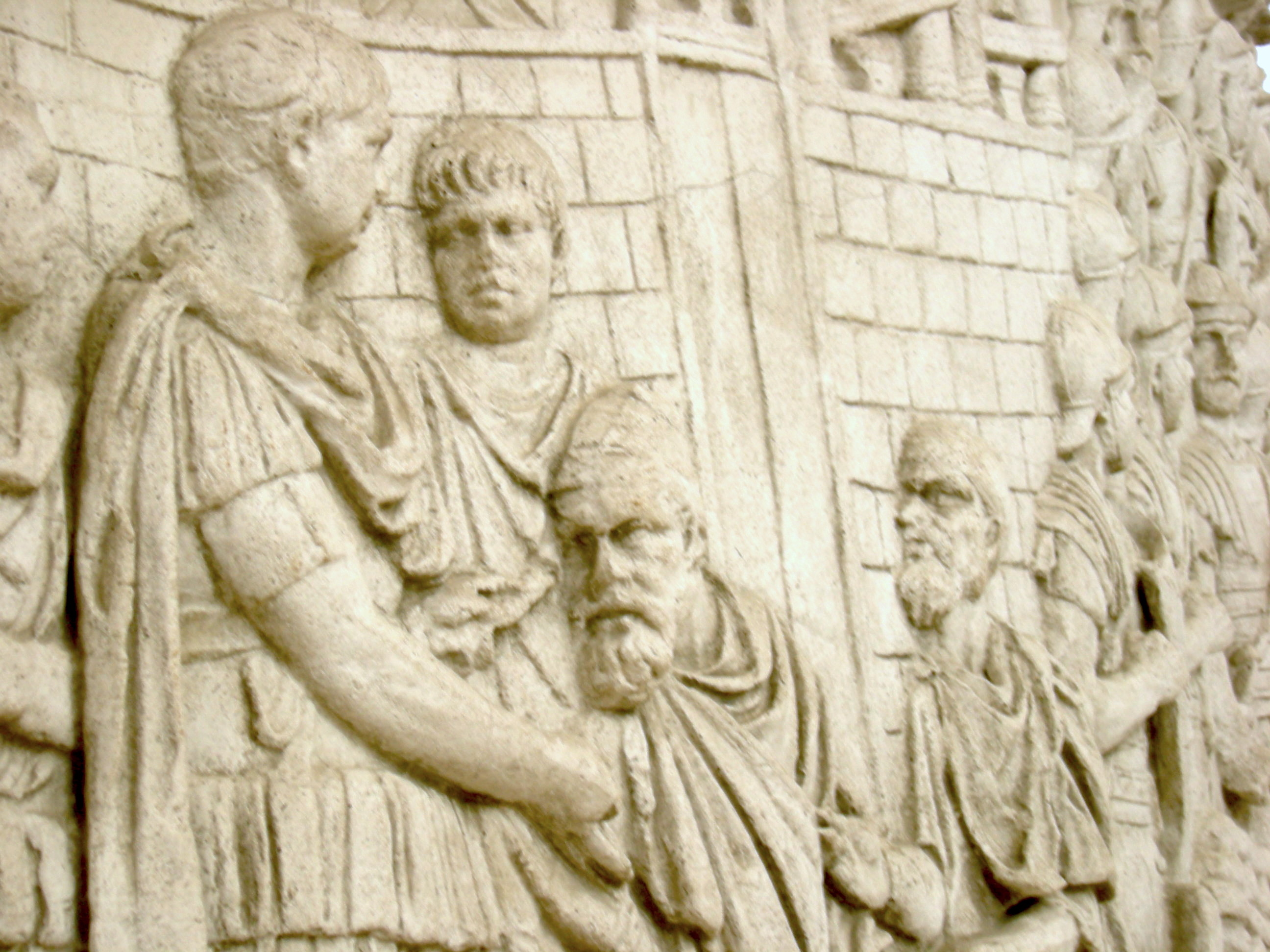
데케발루스를 배반한 다키아인 족장으로부터 충성의 서약을 받는 트라야누스

플라비우스 왕조가 들어서고, 특히 도미티아누스 황제가 즉위하고 나서, 다뉴브 하류와 중류 지역을 따라 분쟁 수준이 확대되었다. 대략 84년 또는 85년에 데케발루스가 이끄는 다키아인들이 다뉴브강을 건너 모이시아로 넘어가, 대혼란을 일으키고 모이시아 총독 가이우스 오피우스 사비누스를 사살하였다. 도미티아누스는 모이시아를 모이시아 인페리오르와 모이시아 수페리오르 등으로 행정 개편을 하며 대등하였고 데케발루스에 대한 전쟁에 착수하였다. 게르만 국경 문제 때문에 이 전쟁을 마칠 수가 없었던 도미티아누스는 다키아인들과 강화를 맺었는데 이는 당시에 많은 비판을 받았었다. 이 전쟁이 트라야누스 황제의 다키아 정복의 전조 역할을 했을 것이다. 트라야누스는 로마 군단을 이끌고 다뉴브강을 건너가, 다키아를 관통하여 오러슈티에산맥 주변 주요 지역에 집중하였다. 102년에, 연속한 교전들이 벌어지고 난 뒤의 협상이 평화 협정으로 이어졌고 데케발루스는 요새들을 철거하기로 하고 동시에 다키아의 조약 준수를 보장하기 위해 사르미제게투사 레기아 (루마니아 그러디슈테아 문첼룰루이) 내 로마 주둔군을 허용하기로 받아들였다. 트라야누스는 또한 자신의 수석 공학자인 다마스쿠스의 아폴로도로스에게 드로베타에 다뉴브강을 가로지르는 다리를 설계 및 지으라 지하였다.
105년-106년에 트라야누스의 제2차 다키아 전쟁은 영토 팽창과 정복에 그 목적이 아주 분명하였다. 이 공격은 사르미제게투사 레기아를 목표로 했다. 로마인들은 데케발루스의 수도를 포위하였고, 항복하자 도시를 파괴해버렸다. 다키아의 왕과 소수의 지지자들은 산악 지대로 달아났으나, 이들의 저항은 얼마 못 갔고 데케발루스는 자결을 하였다. 반면에 다른 다키아 귀족들은 포로로 잡히거나 항복하기로 택했다. 항복했던 이들 중 한 명은 다키아 왕가의 금고 위치를 밝혔는데, 그 가치는 황금 500,000 파운드 (230,000 킬로그램)과 은 1,000,000 파운드 (450,000 킬로그램)에 이르며 엄청난 가치였다.
다키아 전쟁에 대해 글을 쓰려는 자네의 생각은 훌륭하다. 이런 분량과 풍부한 원본 자료를 제공해주는 주제가 없으며, 실제로는 사실이나 이렇게 시적이고 거의 전설에 가까운 주제도 없다. 자네는 대지 위로 흐르는 새로운 강들, 그 강을 가로질러 지어진 새로운 다리들, 몹시 가파른 벼랑에 매달려 있는 주둔지 등을 묘사할 것이고, 수도에서 쫓겨나 마침내 죽음을 맞이하나, 그 끝까지 용감했던 왕에 대해 이야기할 것이며, 그때까지 정복 못했던 민족에 대해서 한 번, 그리고 마지막으로 최후의 승리 등 두 차례의 개선식에 대해서도 기록을 남길 것이다.— 소 플리니우스: '서한집 (제8권, 네 번째 서한: 카니니우스 루푸스에게)'

## 안토니누스 왕조 및 세베루스 왕조 시기 다키아 (106년–235년)

### 설치 (106년–117년)
| “ | 트라야누스는 데키발루스의 다키아족들을 정복하였으며, 다뉴브강 너머의 야만족들의 땅 다키아를 그 넓이가 100,000 파케스의 10배에 이르는 속주로 만들어냈으나 갈리에누스 황제 때 상실되고 말았고, 아우렐리아누스 황제에 의해 다키아에서 철수한 뒤 모이시아와 다르다니아에 두 개의 다키아가 만들어졌다. | ” |

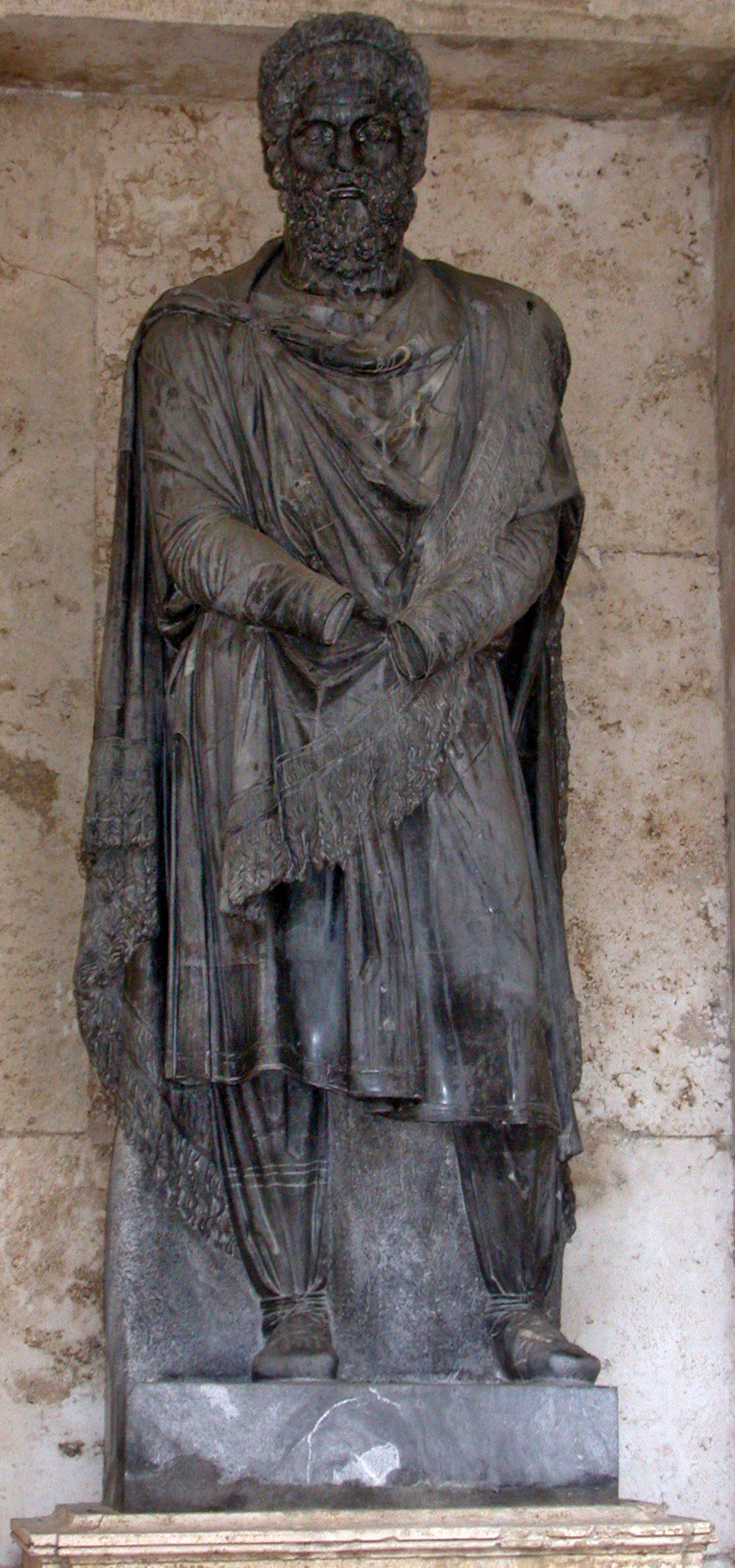
로마 캄피돌리오 광장에 위치한 카피톨리노 박물관의 다키아인 포로 조각상

데케발루스의 왕국이 병합이 되면서, 다키아는 로마의 새로운 속주가 되었으며, 거의 1세기 전 아우구스투스가 죽은 이래로 두 번째로 생긴 속주이었다. 북쪽에 있는 데케발루스의 사르마티아족 동맹들이 여전히 다키아에 남아 있어, 107년까지 계속된 수 많은 군사 작전이 요구되었다. 한편 106년 말 쯤, 로마의 군단이 국경을 따라 새로운 카스트라를 세우기 시작하였다. 트라야누스는 107년 6월 중순에 로마로 돌아왔다.
| “ | 그 분쟁이 끝난 뒤 트라야누스 황제는 다음과 같이 선언하였다: "나 홀로 다뉴브강 뒤편의 민족들을 제압하였고 나 홀로 다키아족들을 섬멸시켜냈다." | ” |

| “ | 로마 역사가 플라비우스 에우트로피우스는 Breviarium Historiae Romanae에서 로마의 승리 이후에 다키아인들의 운명에 대해 언급하였다: "다키아를 제압하고 난 뒤 트라야누스는 데케발루스가 벌인 장기간의 전쟁 속에 다키아 지역의 인구가 고갈됨에 따라, 로마 영토 전역에서 끊임없는 수의 사람들을 다키아와 그곳의 도시들로 이식하였다." | ” |

| “ | "공물을 바치라는 강요를 받자 로마인들에게 맞서 일어나 그들에게 굴욕을 입혔던 야만스러우며 격렬한 민족이던 게타이족은 시간이 흘러 데케발 왕 시기 때 트라야누스에게 전멸당하여 헤라클레이아의 크리톤이 '게티카'에서 전한 바에 따르면 이들 민족 전체가 40명으로 줄었다고 한다". | ” |

로마의 사료들은 다키아를 106년 8월 11일에 황제 속주로 언급하고 있다. 집정관 지위의 황제 직속 군단장이 다키아 속주를 관리하였고, 다키아에 배치된 두 개 군단 중 하나씩 지휘권을 맡은 군단장 두 명의 지원을 받았다. '프로쿠라토르 아우구스티'가 다키아 속주의 조세 및 군사 경비에 대한 관리를 책임졌다. 트라야누스가 정복한 영토는 다키아와 마주하고 있는 새롭게 형성된 속주 그리고 이미 존재하던 속주 등에 분배되었다. 모이시아 인페리오르는 최종적으로 몰다비아 남부, 문테니아, 올테니아 동부, 카르파티아산맥의 남동쪽으로 이뤄졌었고, 반면 다키아 트라이아나는 올테니아 서부 지역, 트란실바니아, 바나트로 구성되었다.

117년 로마 제국의 속주 지도에서 붉은색으로 표시된 다키아

다키아 속주의 동쪽과 남쪽에는 서기 86년에 도미티아누스 황제에 의해 싱기두눔 (세르비아의 베오그라드)을 중심으로 하는 모이시아 수페리오르, 토미스 (루마니아 콘스탄차)를 중심으로 한 모이시아 인페리오르 등으로 분리된 모이시아 속주가 있었다. 광대한 판노니아 평원 쪽으로 펼쳐져 있고 노출된 다키아의 서부 경계를 따라 사르마티아계 부족 중 하나인 야지게스족이 거주했다. 몰다비아 북부는 바스타르나이족, 록솔라니족, 카르피족 등의 본거지였고, 트란실바니아 북부는 비로마화 된 다키아인들 및 또 다른 다키아 부족인 코스토보키족이 거주하던 지역이었다.
다키아를 속주로 전환시키는 것은 많은 자원이 소요되는 집약적인 과정이었다. 로마식 용장, 포룸, 신전, 도로 포장, 퇴역한 병사들로 이뤄진 식민 도시들 건설 등 도시 인프라를 구축하는 등을 포함한, 전통적인 로마의 방식들이 동원되었다. 그렇지만, 새로운 속주로 개척자들의 이주를 장려한 트라야누스의 노력을 제외하면, 로마 제국 정부에서는 기존 속주에서 다키아로 재정착을 거의 장려하지 않았다.

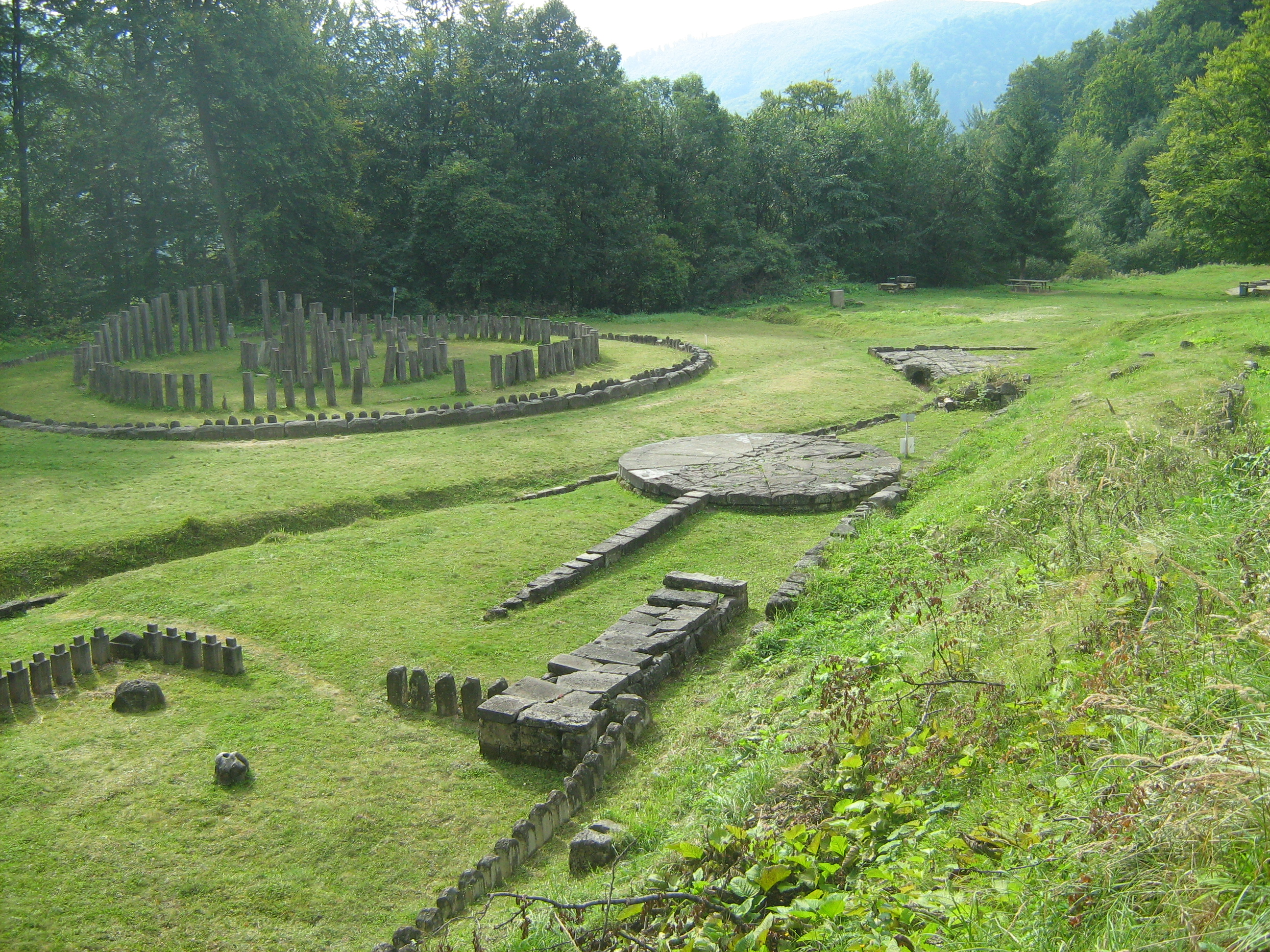
옛 다키아의 수도였던 폐허가 된 사르미제게투사 레기아의 성소

로마의 정복으로 이어진 이 전쟁의 즉각적인 효과는 다키아 지역 내 인구 감소였다. 크리토는 대략 다키아인 500,000명이 노예가 되어 옮겨졌고, 그 중에 어느 정도는 트라야누스 황제의 개선식을 기념하는 행사의 일부인 검투 경기 (또는 lusiones)에 투입되도록 로마로 보내졌다. 인구 감소를 메우기 위해, 로마 정부 측은 제국 전역의 로마 시민권자들과 비시민권자들로 구성된 도시 중심지들을 설치하며, 공식적인 식민지 건설 계획을 벌였다. 그럼에도, 토착 다키아인들이 다키아 지역 주변 및 외곽 지역에 남아 있었고, 지역의 유력자들은 전형적인 로마의 식민 관행에 따라 속주 행정 정부를 지원하도록 요청받았다.
트라야누스는 폐허가 된 사르미제게투사 레기아에서 서쪽으로 약 40 킬로미터 (25 마일) 거리 지점에 새로운 다키아 속주의 중심 도시 울피아 트라이아나 사르미제게투사를 건설하였다. 초기에는 플라비아 펠릭스 제4군단의 기지 역할을 했던 이곳은 다키아 전쟁에서 복무했던 퇴역 고참병들, 특히 마케도니카 제5군단, 클라우디아 제11군단, 게미나 제14군단 출신 군단병들이 정착하였다.
트라야누스 재위 시절에 다키아 지역 로마의 도로망이 깔렸고, 이전부터 존재하던 천연 연락선은 빠르게 포장된 로마 도로로 바뀌었다고 일반적으로 받아들여지며, 이 도로망은 곧 더 방대한 도로망으로 확장되었다. 그렇지만, 트라야누스의 명백한 지시에 따라 만들어졌다고 확인된 도로는 두 개 뿐이며 하나는 나포카와 포타이사 (오늘날 루마니아의 클루지나포카와 투르다)에 있는 군 주둔지를 연결하던 간선도로이었다. 아이톤의 밀리아리움에 표시된 금석문 자료는 이 도로가 서기 109년에서 110년 사이 어느 시기에 완공되었다고 나타내고 있다. 두 번째 도로는 아풀룸 (오늘날 루마니아의 알바이울리아)을 가로 질러 동쪽의 흑해에서 서쪽의 판노니아 인페리오르 및 그 너무 지역으로도 이어질 것으로 추정되는 대형 간선도로이다.
| 이름                                | 임기 시작 | 임기 종료 |
| ----------------------------------- | --------- | --------- |
| 율리우스 사비누스                   | 105년     | 107/109년 |
| 데키무스 테렌티우스 스카우리아누스  | 109년     | 110/111년 |
| 가이우스 아비디우스 니그리누스      | 112년     | 113년     |
| 퀸투스 바이비우스 마케르            | 114년     | 114년     |
| 가이우스 율리우스 콰드라투스 바수스 | ?         | 117년     |

### 제1차 행정 개편 (117년–138년)

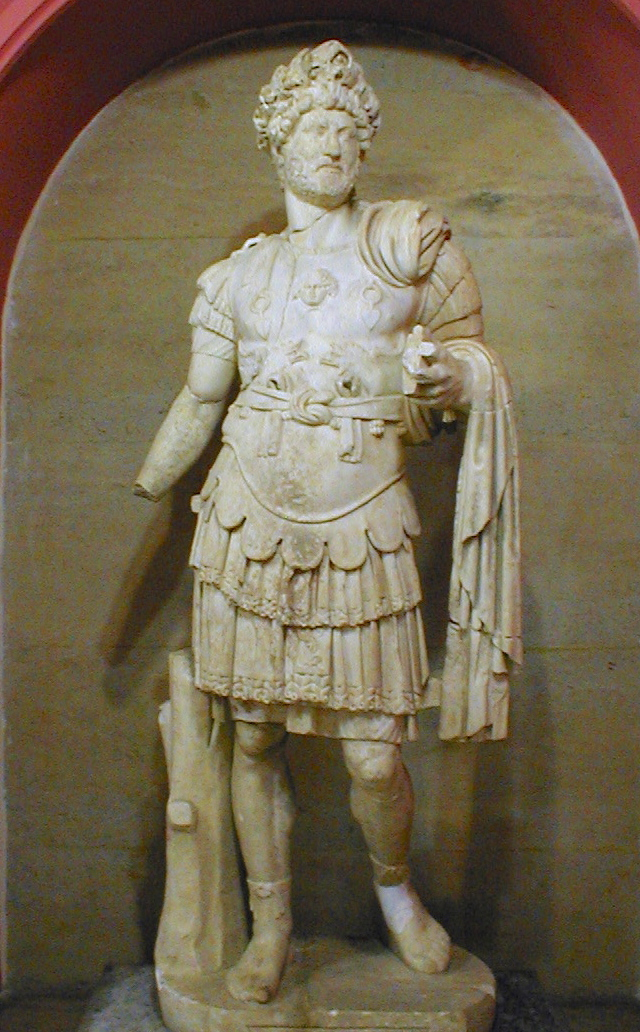
안탈리아 박물관에 묘사된 하드리아누스 황제 (재위: 117년-138년)

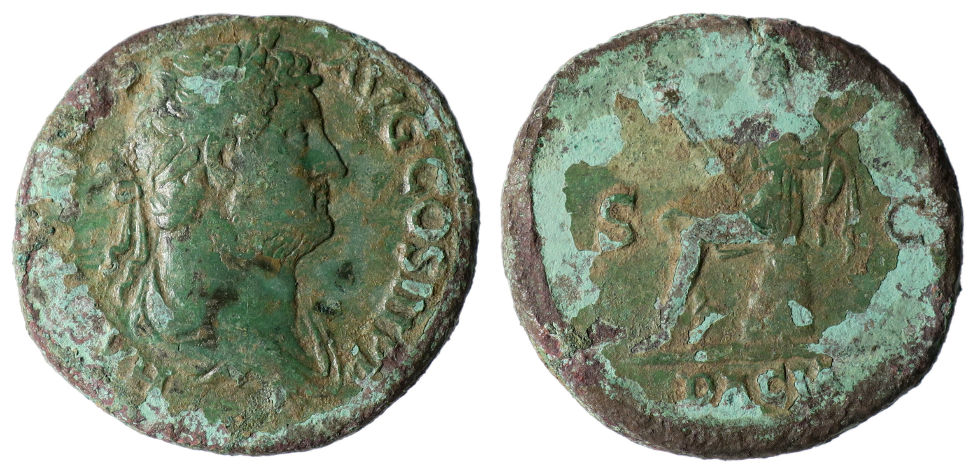
하드리아누스의 다키아 방문을 기념하는 청동 주화

하드리아누스는 트라야누스 사망 소식을 들었을 때 시리아 속주 내 안티오키아에 있었다. 그는 다뉴브강 북쪽 새롭게 획득한 다키아 영토들을 지키라는 트라야누스의 명을 받은 콰드라투스 바수스가 작전 수행중 사망했다는 소식을 들음에 따라 로마로 돌아갈 수 없었다. 군단 일부와 다수의 보조병들을 파르티아로 데려가게 되면서, 트라야누스는 병력이 부족한 상태로 다키아를 내버려두고 말았다. 록솔라니족은 트라야누스가 동의했던 보수 지급을 멈추기로 한 로마의 결정에 대해 분노하며 로마에 맞서 봉기를 일으키도록 야지게스족과 동맹을 맺었다. 이에 따라, 하드리아누스는 자신보다 앞서서 동방 지역에서 군대를 파견하였고, 그도 가능한 빠르게 시리아에서 움직였다.
이때까지, 하드리아누스는 다뉴브강 이북 지역 영토에서 계속되던 문제들로 좌절감을 몹시 키워 다키아에서 철수를 고려했을 정도이었다. 응급 조치로서, 하드리아누스는 올트강을 가로지르는 야만족의 침입 및 베르소비스 지역 내 트라야누스의 다수의 식민지와 카스트룸 사이의 남하로 인한 위협을 우려하여 다뉴브강을 가로지르는 아폴로도로스의 다리를 끊었다.

다키오 속주 지도

118년경, 하드리아누스는 록솔라니족과 야지게스족에 맞서 친정에 나섰으며, 비록 그들을 제압시켜내는 데는 성공하나, 록솔라니족들에 대해 보조금을 다시 주기로 받아들였다. 하드리아누스는 그러고 나서 트라야누스가 정복한 다키아 일부 지역들을 포기하기로 결정하였다. 모이시아 인페리오르에 합쳐진 지역들은 (몰다비아 남부, 카르파티아산맥 남동쪽, 문테니아 및 올테니아 평야) 록솔라니족에 돌려주었다. 이에 따라, 모이시아 인페리오르는 다키아 지역 획득 이전 본래 속주가 보유하고 있던 경계선으로 되돌아갔다. 다뉴브강 이북에 있는 모이시아 인페리오르 영역들은 분리되어 다키아 인페리오르라고 불린 새로운 속주에 편성되었다. 트라야누스의 본래 다키아 속주는 다키아 수페리오르라고 다시 이름 붙여졌다. 하드리아누스가 플라비아 펠릭스 제4군단을 그들의 기지가 있는 울피아 트라이아나 사르미제게투사에서 이동하여 모이시아 인페리오르에 주둔하라고 명령을 내린 것이 이때였다.
124년경, 다키아 포롤리센시스(Dacia Porolissensis)라 불린 별도의 속주가 다키아 수페리오르 북쪽 영역에 만들어졌으며, 대략 트란실바니아 북서쪽에 위치했다. 아우구스투스 시대 이래로 전직 집정관들만이 군단 하나 이상이 주둔해 있는 곳에서 황제 직속 군단장으로서 속주를 관리할 수 있다는 것이 관례가 되었기에, 다키아 수페리오르는 프라이토르 지위의 원로원 의원의 관리를 받았다. 이는 다키아 수페리오르의 황제 직속 군단장은 그의 지휘권 내에는 아풀룸에 배치된 군단 하나만이 있다는 것을 의미하였다. 다키아 인페리오르와 다키아 포롤리센시스 등은 군 지휘관 프로쿠라토르의 지휘권 밑에 있었다.
하드리아누스는 새로운 속주에서 적극적으로 광산 개발에 나섰다. 로마의 황제들은 광산을 운영하는 데 수많은 사람들을 고용했던 기사 계급 인물들에게 광산 운영권을 임대해줌으로써 광산에서 발생한 수익을 독점하였다. 124년, 하드리아누스는 나포카를 방문하였고 '무니키피움' 지위를 부여해주었다.

### 보수 (138년–161년)

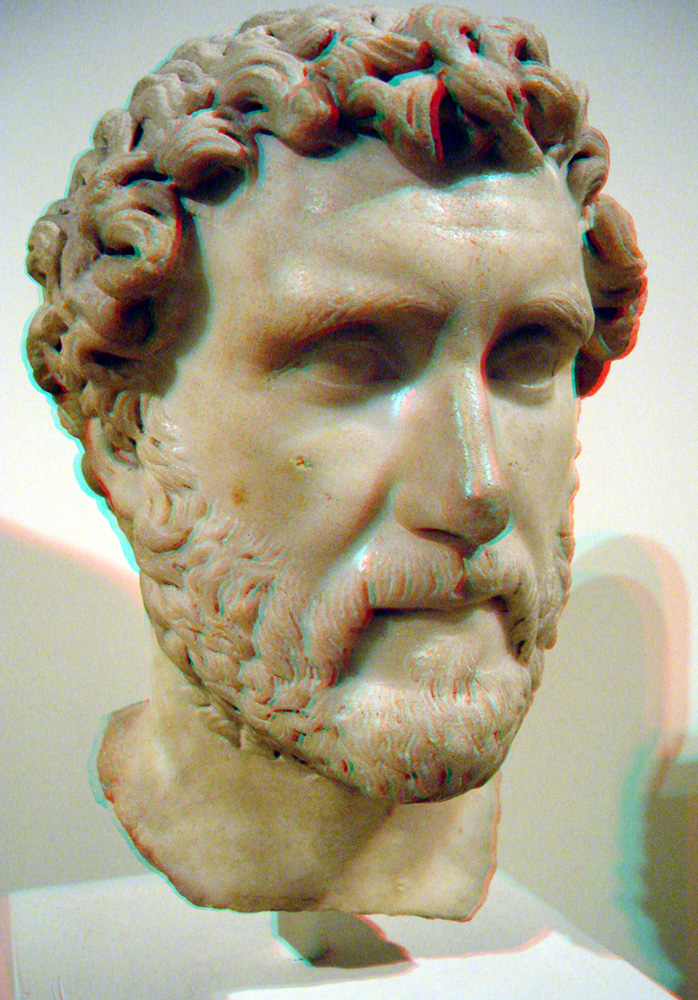
안토니누스 피우스 황제 (138년–161년)

안토니누스 피우스의 즉위로, 속주의 방어에 있어 신중한 접근을 하던 황제가 등장하였다. 그의 재위 시기 것으로 추정되는 다수의 이정표석들은 도로가 지속적인 보수 상태에 놓여 있도록 보장하는 데 특별한 관심을 그가 두었다는 점을 나타낸다. 그의 인장이 찍힌 타일들은 '콜로니아' 과정 초기에 지어졌던 울피아 트라이아나 사르미제게투사의 원형 극장이 그의 재위 때 보수되었음을 보여주고 있다. 그 외에도, 포롤리숨 (루마니아 미르시드 인근)의 거대한 로마 요새 시설들이 노출된 위치를 고려할 때, 이곳 시설이 석재를 이용하여 재건되었고, 방어 목적의 튼튼한 방벽이 추가되었다.
158년경의 한 차례 봉기가 벌어진 뒤, 안토니누스 피우스는 다키아 속주들에 대한 또 다른 행정 개편에 착수했다. 포롤리숨을 중심으로 한 다키아 포롤리센시스 (오늘날 트란실바니아 북쪽)는 유지되었고, 다키아 수페리오르는 아풀룸을 중심으로 하여 다키아 아풀렌시스 (Dacia Apulensis, 오늘날 바나트와 트란실바니아 남부)로 명칭이 바뀐 한편, 다키아 인페리오르는 다키아 말벤시스 (Dacia Malvensis, 올테니아에 위치)로 전환되었다. 로물라가 중심 도시이었다 (오늘날 레슈카 도브로슬로베니). 하드리아누스의 초기 행정 개편에 따라, 다키아의 각 행정 구역들은 기사 계급인 '프로쿠라토르'가 관리하였고, 이들 모두는 아풀렌시스에있는 총독이 관리하였다.

### 마르코만니 전쟁 및 여파 (161년–193년)

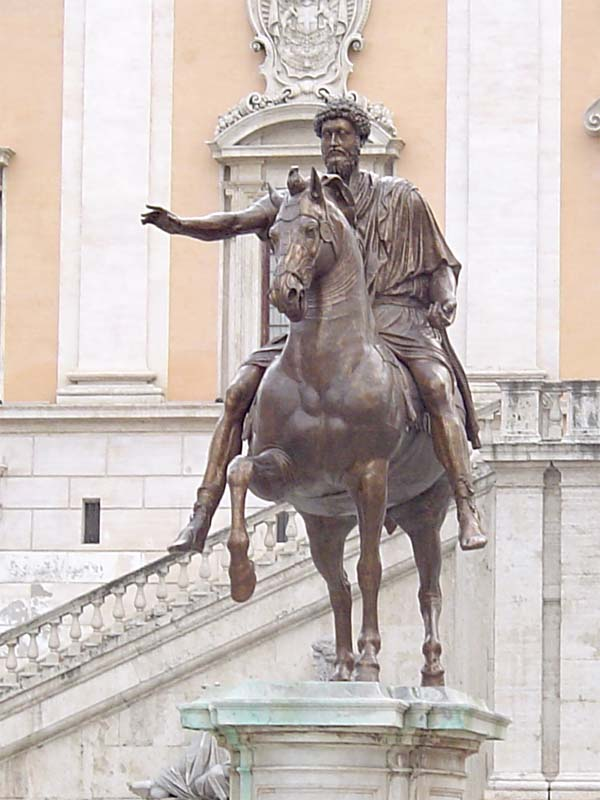
로마 캄피돌리오 광장에 있는 마르쿠스 아우렐리우스(재위: 161년–180년) 기마상

서기 161년에 마르쿠스 아우렐리우스가 즉위하자 마자, 로마의 북쪽 국경의 부족들이 더 북쪽에서 내려온 부족들의 압박을 받기 시작함에 따라 국경 지역을 따라 문제가 형성되고 있음이 분명해졌다. 166년경, 마르쿠스는 세 다키아 속주를 '트레스 다키아이'(Tres Daciae, 세 다키아)로 불리는 단일 속주로 합치며, 다시 한번 다키아에 행정 개편을 가했으며, 이 행위는 다뉴브 국경을 따라 커져 가고 있는 위협에 놓여 있는 가운데 다수의 부족들이 거주하던 노출된 지역들을 보강하기 위함이었다. 트레스 다키아이에는 당시 두 개 군단이 있었기에 (아풀룸의 게미나 제13군단, 포타이사의 마케도니카 제5군단), 황제 직속 군단장은 집정관 지위여야만 했으며, 마르쿠스는 분명히 섹스투스 칼푸르니우스 아그리콜라를 여기에 배정했을 것이다. 이번 행정 재개편에서 기존의 다키아 포롤리센시스와 다키아 말벤시스의 프로쿠라토르들은 그 직을 유지하였고, 다키아 아풀렌시스에 세 번째 프로쿠라토르가 추가되었으며, 이들 모두는 울피아 트라이아나 사르미제게투사를 중심으로 한 새로운 속주에 배치된 전직 집정관 출신 총독의 직접적인 지휘권 하에서 활동하였다.
북쪽과, 동쪽, 서쪽 국경이 공격에 노출되어 있던 다키아는 방어가 쉽지 않았었다. 야만인들의 침입이 마르쿠스 아우렐리우스 재위 기간 재개되었을 때, 다키아의 방어선은 이 모든 침입을 막는 데 강한 압박을 받았고, 모이시아 인페리오르와 수페리오르를 노출시키고 말았다. 서기 166년과 167년 내내, 야만 부족들 (콰디족과 마르코만니족)은 다뉴브강을 넘어 판노니아, 노리쿰, 라이티아로 쏟아지기 시작하였고, 모이시아를 황폐화하기 앞서 다키아를 휩쓸었다. 167년 이후 다키아 북부에서 분쟁이 일어났을 것이며 이때 판노니아에서 쫓겨난 야지게스족이 다키아에 온 힘을 집중하고 알부르누스 마이오르 (오늘날 루마니아의 로시아몬타너)에 위치한 금광 지대를 점거하였다. 금광 지대의 수갱에서 발견된 밀랍 서판 (적의 공격이 임박했을 때 숨긴 것으로 추정)의 마지막 날짜가 167년 5월 29일이었다. 울피아 트라이아나 사르미제게투사의 교외 지역 빌라들이 불탔고, 슬러베니에 있던 주둔지가 마르코만니족에게 파괴되었다. 마르쿠스 아우렐리우스가 서기 168년 아퀼레이아에 도착했을 무렵, 야지게스족은 로마인 포로 100,000명을 생포했고 티비스쿰 (오늘날 루마니아의 주파)에 있는 요새를 포함해 일부 '카스트라'를 파괴했다.

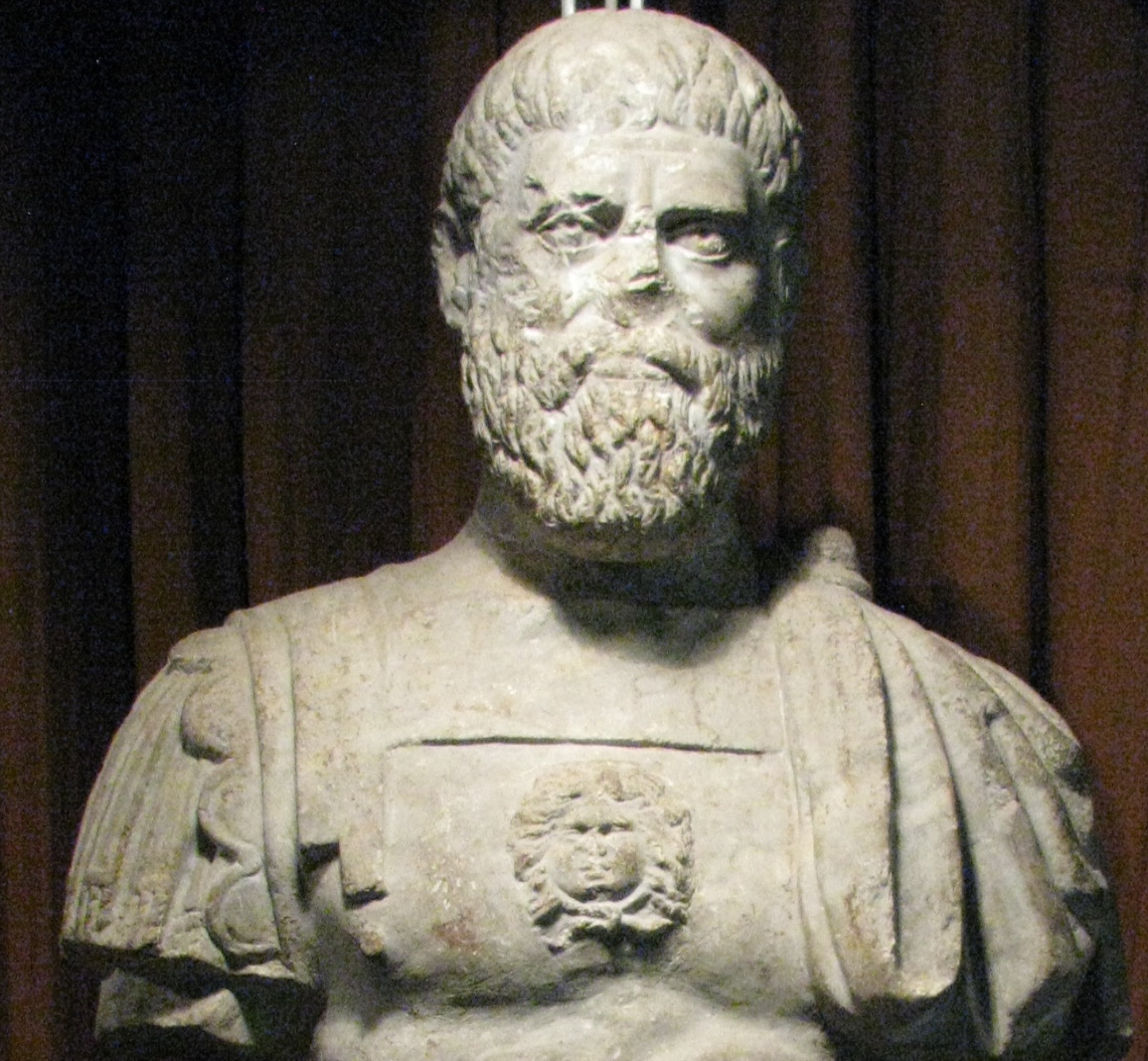
아풀룸에서 발견된 페르티낙스 (재위: 193년)로 추정되는 조각상. 루마니아 알바이울리아의 루마니아 국립통일박물관 소장.

그 후 2년간 다키아에서 교전이 계속되었고, 169년경, 다키아 총독인 섹스투스 칼푸르니우스 아그리콜라는 지휘권을 포기해야만 했는데 그가 역병에 걸렸거나 전사한 것으로 추정된다. 마르쿠스는 일시적으로 다키아를 다시 한번 세 개의 속주로 분리하였으며, 모이시아 인페리오르의 황제 직속 군단장인 마르쿠스 클라우디우스 프론토가 다키아 아풀렌시스의 총독직을 맡게 되었다. 다키아 말벤시스는 그곳의 프로쿠라토르였으며, 랑고바르드족과 오비족을 격퇴시켰던 마크리니우스 아비투스가 맡은 것으로 추정된다. 미래의 황제인 페르티낙스 역시도 이 기간 다키아의 프로쿠라토르였지만, 그의 정확한 역할을 알려져 이지 않다. 다키아에서 평판이 좋지 않던 페르티낙스는 결국에 경질되고 말았다. 170년경, 마르쿠스 아우렐리우스는 마르쿠스 클라우디우스 프론토를 다키아 전역에 대한 총독으로 임명하였다. 그 해 말에, 프론토의 지휘권은 모이시아 인페리오르까지 확대되었다. 그는 이 직위를 오래 유지 못하였는데 170년이 끝날 쯤, 프론토는 야지게스족에 패하여 전사하고 말았다. 그의 다키아 총독 후임은 섹스투스 코르넬리우스 클레멘스이었다.
같은 해 (170년) 코스토보키족 (다키아 북부 또는 북동부에 있던 민족)이 남하를 하면서 다키아를 휩쓸었다. 당시에 약해져 있던 로마 제국은 171년 기간 무방비의 다키아를 향한 이들의 움직임을 막을 수가 없었고, 마르쿠스 아우렐리우스는 야만족들의 동맹 일부를 끊어내기 위해 외교적 협상에 착수할 수밖에 없었다. 171년, 아스팅기족이 다키아를 침입했는데, 이들은 초기에 코스토보키족과 싸워 이들을 제압시킨 뒤에, 다키아에 대한 공격을 이어나갔다. 로마 측에서는 아스팅기족과 강화 조약 협상에 착수하여, 이들은 다키아를 떠나 코스토보키족의 땅에 정착하기로 동의했다. 한편, 이들이 다키아 가장 자리에서 계속해서 돌아다녀 속주에 위협이 되는 것을 방지하기 위한 목적으로서 땅 없고 방황하는 아스팅기족 부족민 약 12,000명에 토지 약간을 분배해주었다.
족장 라우스(Raüs)와 랍투스(Raptus)가 이끄는 아스팅기족은 자신들의 동맹에 재화와 토지에 대한 보상을 보장받기 위하여 식솔들을 이끌고 다키아에 찾아왔다. 이들의 의도가 실패하고 말자, 그들은 무력으로 코스토보키족의 영토를 차지하기까지, 부인들과 자녀들을 클레멘스의 보호 하에 두었다. 하지만 코스토보키족을 정복하면서, 이전과 못지 않게 다키아에 피해를 입혔다. 클레멘스가 자신들을 두려워하여 이 새로운 이주자들을 자신들이 거주하던 땅으로 끌어들일 것을 우려한 라크링기족은 아스팅기족이 방심하는 사이에 이들을 공격하여 결정적 승리를 거두었다. 이 결과로, 아스팅기족은 로마에 대한 더 이상의 적대 행위를 하지 않았으며, 마르쿠스에 전달된 긴급한 탄원에 대한 회신으로 이들은 마르쿠스에 대항하던 자들에게 어느 정도의 피해를 입힐 경우에 재화와 토지을 요구할 수 있는 특권을 부여받았다.— 카시우스 디오: '로마사 – 서한집 LXXII

이 기간 내내, 록솔라니족같이 동쪽에서 다키아와 마주하고 있던 부족들 로마에 대한 대대적인 침공에 참여하지 않았었다. 전통적으로 다키아 속주를 '동부와 서부 지역 다키아 부족들을 가르는 쐐기'로 만들려고 했다는 트라야누스의 결정에 대한 입증으로서, 다키아의 노출된 위치는 로마인들이 침입으로부터 이곳을 막기 위해 '속국들'을 이용하는 데 크게 의존했었다는 점을 의미한다. 이는 록솔라니족의 경우에 작동했던 반면에, 로마인들이 자신들의 지지를 받는 부족들이 다른 부족들과 경쟁하도록 하게 한 로마-속국 관계 사용 방식은 콰디족 및 마르코만니족 등이 부상한, 보다 거대한 부족 연맹이 탄생하게 된 상황을 촉진하기도 하였다.
서기 173년 무렵, 마르코만니족은 제압되었으나, 야지게스족 그리고 콰디족과의 전쟁은 계속되었으며, 티서강과 다뉴브강을 따라 있는 로마 요새들이 야지게스족의 공격을 받았고, 이어진 판노니아의 전투에서 야지게스족이 패퇴하였다. 결과적으로, 마르쿠스 아우렐리우스는 야지게스족과 콰디족에 모든 집중을 하였다. 그는 차가운 다뉴브강 위에서 벌어진 전투에서 콰디족에 승리를 거두며 서기 174년에 이들을 괘멸시켰고, 이후 강화를 제의하였다. 그런 다음 황제는 야지게스족에 관심을 돌렸다. 이들에게 승리를 거둬 다키아에서 몰아낸 뒤, 원로원은 서기 175년 그에게 '사마르티쿠스 막시무스'라는 칭호를 내려주었다. 제국의 북쪽 국경 문제들에 대한 영구적인 해결책을 내놓아야 할 필요성을 느낀, 마르쿠스 아우렐리우스는 총독의 승인이 있는 한 마르코만니족과 야지게스족에 대한 제한을 어느 정도 완화해주었다. 특히, 그는 야지게스족이 록솔라니족과 교역을 위해 제국의 다키아 영역을 지나가는 것을 허용해주었다. 동시에 그는 마르코만니족과 야지게스족의 영토를 새로운 속주로서 병합을 계획을 세웠으나, 아비디우스 카시우스의 반란으로 실패하고 말았다.

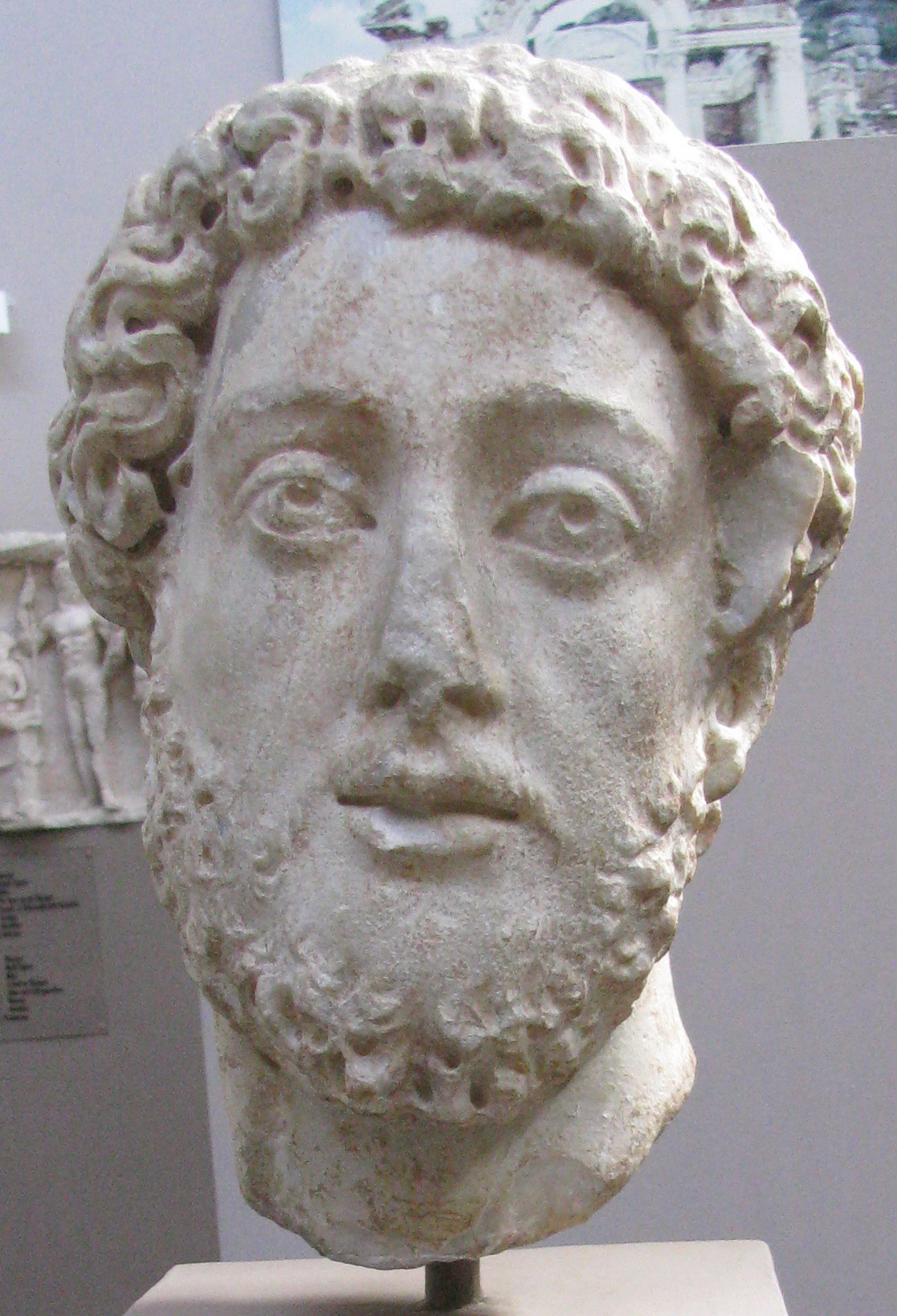
콤모두스 황제 (재위: 180년–193년)의 조각상 (터키 에페소스의 박물관에서 소장

어디서든 황제를 긴급하게 필요하였기에, 로마는 제국의 북쪽 국경을 따라 경계를 맞대고 있는 부족들과의 동맹 체계를 다시 한번 구축하였다. 하지만, 압박은북 방 전쟁의 재개로 이어진, 다키아 북쪽 경계 지역에 정착하기 시작하던 게르만족들의 진출로 다시 한번 압박에 놓였다. 178년에, 마르쿠스 아우렐리우스는 페르티낙스를 다키아 속주로 임명했을 것이며, 서기 179년 무렵엔, 다시 한번 다뉴브 이북으로 건너가, 콰디족과 부리족을 상대로 친정을 하였다. 승전을 거둔 마르쿠스는 다키아 북서쪽의 넓은 영역을 로마의 속주로 전환을 앞두고 서기 180년에 사망하였다. 마르쿠스는 전쟁에 동행했었던 그의 아들 콤모두스에게 제위를 물려주었다. 이 젊은 황제는 로마로 복귀하기 앞서 전쟁 중이던 부족들과 성급하게 강화 조약을 체결했다.
콤모두스는 부리족이 사절단을 보내왔을 때 그들에게 평화를 선사하였다. 과거에 그는 이전의 요청에도 불구하고 이를 거절했었는데, 그들이 강했었기 때문이었고, 그들이 원한 것은 평화가 아닌, 추가적인 준비를 할 수 있게 할 일시적인 숨돌리기를 확보하기를 원했기 때문이었다. 하지만 지금 그들은 진이 빠졌고 그는 부리족들로부터 인질을 받고 부리족은 물론 다른 부족들한테서도 포로 15,000명을 돌려받으며 이들과 강화를 체결하였으며, 그는 다른 부족들한테서도 다키아 옆의 5마일 영역에 거주하거나 목초리를 사용하지 않겠다는 맹세를 받아냈다. 동시에 인접하고 있는 다키아족 12만 명이 고향 땅에서 쫓겨나 다른 민족들을 돕고 있었는데, 사비니아누스는 우리의 다키아 영토 일부를 그들에게 주겠다고 약조하며 이들의 목적을 멈추도록 설득해냈다.— 카시우스 디오: '로마사 – 서한집 LXXIII

콤모두스 재위 기간에도 다키아에서 분쟁은 계속되었다. 신뢰성 면에서 악명 높은 '히스토리아 아우구스타'는 소수의 반란이 대략 서기 185년경 다키아에서 벌어졌다고 언급한다. 또한 다키아 외곽에 살던 다키아계 부족들의 패퇴에 대해서도 기록을 남겼다. 콤모두스의 군단장들은 추가적인 야만족들의 침입을 막아보고자 하는 바람으로 완충지를 설치하기 위해 오늘날 질러우의 요새 북쪽으로 8km 거리 영역을 황폐화시켰다고 한다.
무어인들과 다키아인들은 그의 재위 때 정복되었고, 판노니아에 평화가 이뤄졌지만, 그의 처리 방식 때문에 모두 그의 군단장들이 이룬 것들이었다. 브리타니아, 다키아, 게르마니아의 속주들에서 그의 멍에에서 벗어나려는 시도가 있었으나, 그의 장군들에 의해 모두 진압되었다.— '히스토리아 아우구스타 – 콤모두스전'

### 세베루스 왕조 시절 재건 (193년–235년)

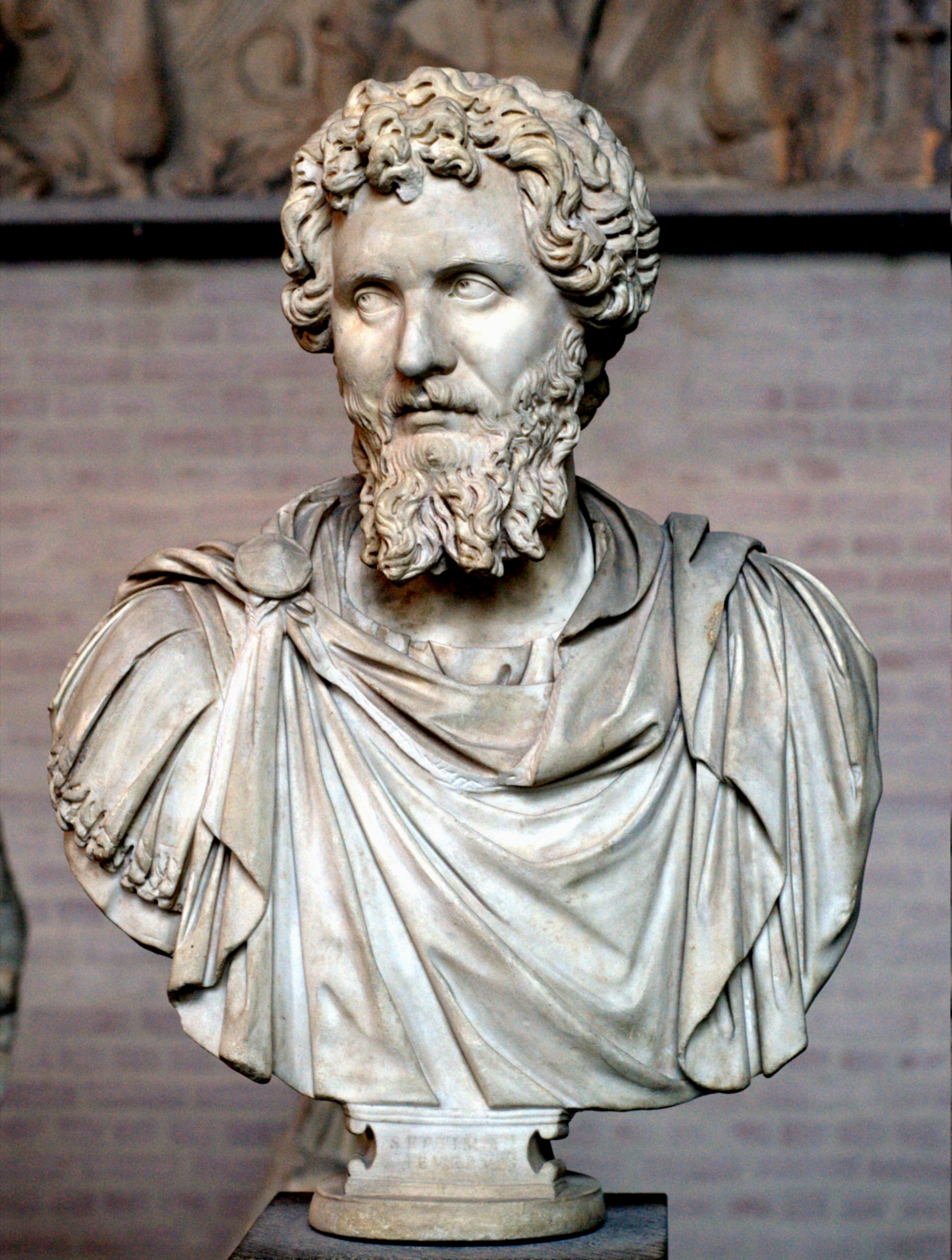
셉티미우스 세베루스 (재위: 193년–211년). 뮌헨 글립토테크의 대리석 흉상.

셉티미우스 세베루스 재위 기간 이 지역에 어느 정도의 평화가 전해졌고, 외부의 침입에 대한 기록이 없었다. 이전의 장기간의 전쟁 동안에 군영에 가해진 피해들이 회복되었다. 세베루스는 다키아 속주의 동쪽 국경을 올트강 동쪽으로 약 14 km (8.7 mi)가량을 연장시켰고, 리메스 트란살루타누스를 완공했다. 이 건설 작업에는 포이아나의 카스트라 (오늘날 루마니아의 플러믄다에 위치)에서 남쪽으로 쿠미다바 (오늘날 브레츠쿠)까지 이어지는, 대략 225 km (140 mi) 거리에 걸쳐 퍼져 있는 14개의 요새화 된 군영 건설을 포함한다. 그의 재위에는 속주 전역에 '무니키피움'의 수 증가가 있었고, 동시에 울피아 트라이아나 사르미제게투사와 아풀룸은 '유스 이탈리쿰' 지위를 획득했다.
군사 개혁의 일환으로서, 세베루스는 로마 병사들에게 군영 근처의 카나바이에 한정하여 내 군병 밖에서 거주하는 것을 허용하였며, 이고세서 가까운 토지를 관리하는 것도 허용되었다. 그는 또한 병사들이 현지인 여성과 혼인을 허용해주었으며 이에 따라, 병사들이 로마 시민권인 경우에 그 자녀는 시민권을 상속받을 수 있었다. 로마 시민권자가 아닌 경우에는, 군대 전역 시에 본인과 자녀 시민권을 모두 부여받았다.

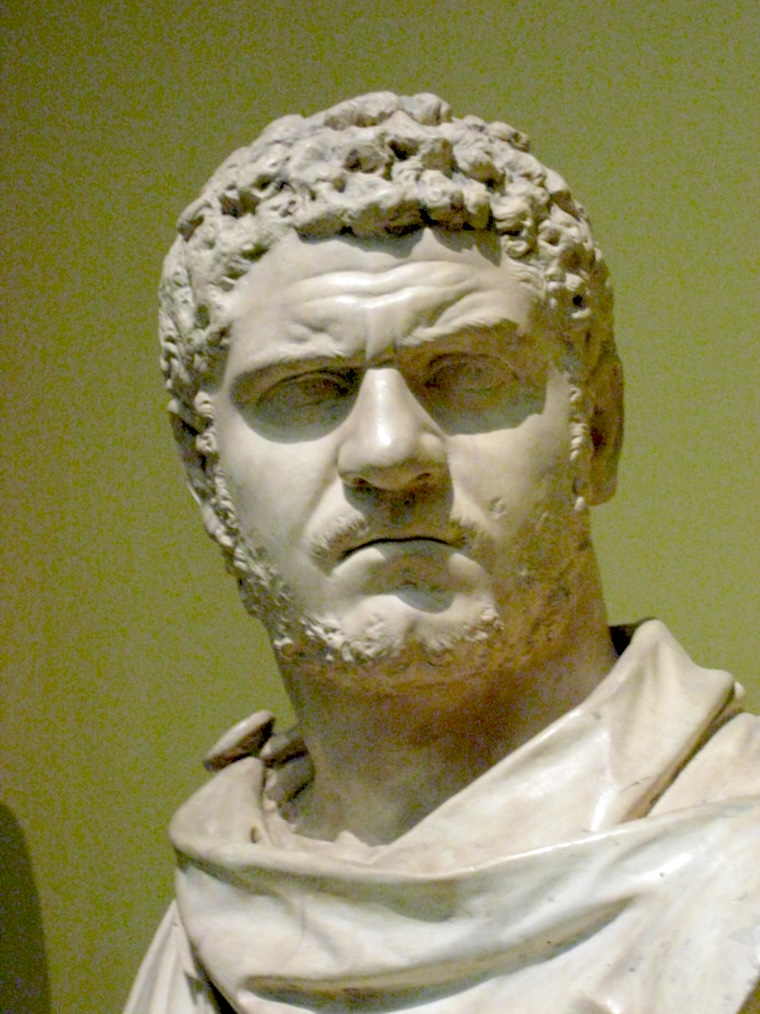
카라칼라 (재위: 211년–217년)의 흉상. (푸시킨 미술관 (모스크바)에서 소장 중인 나폴리에 있는 원본에 대한 복제본).

다음 황제인 카라칼라는 세수를 증가하고 자신의 인기를 높이기 위해 (최소한 역사가 카시우스 디오에 따르면), 노예를 제외한 제국 전역의 남성 모두에게 시민권을 확대하였다. 213년에, 파르티아 원정을 시작하기 위해 동방으로 향하던 중, 카라칼라는 다키아를 통과하였다. 이곳에 머문 동안, 그는 여러 부족들, 그 중에서도 특히 마르코만니족과 콰디족 사이의 동맹을 흔들어 놓을 외교적 방법에 착수했다. 포롤리숨에서 그는 평화 협상을 진행한다는 구실로 콰디족 왕 가이오보마루스를 살해했다. 하나 또는 그 이상의 다뉴브 지여 부족들과 군사적 충돌이 있었을 것이다. 카라칼라의 방문 기간 포롤리숨에 일부의 보수 또는 재건 작업이 있었고 그곳에 주둔해 있던 제5 코호르스 링고눔 (Cohors V Lingonum)이 카라칼라의 기마상을 세웠다고 나타내고 있는 금석문들이 존재함에도, Philip Parker, Ion Grumeza 등의 특정 현대 저술가들은 카라칼라가 올트강 동쪽으로 대략 50 km (31 mi)만큼을 국경선을 밀어내며 다키아에 추가적인 영토를 추가한 것뿐만 아니라 리메스 트란살루타누스의 연장을 계속했다고 주장하였는데, 이들이 이 주장들을 뒷받침할 증거는 불분명하며, 카라칼라의 행동과 관련한 당대 시간 상황은 다카아 내 방대한 행정 개편에 대해 뒷받침하고 있지 않다. 218년에, 카라칼라의 후임자인 마크리누스는 카라칼라가 잡은 비로마화 된 다키아 포로 다수를 카라칼라 암살 이후 다키아 부족들이 일으킨 불안 상태의 결과로서 돌려보냈다.
그리고 다키아 영토를 유린하고 추가적인 전쟁에 대한 열망을 나타내던 다키아인들은 동맹이라는 이름으로 카라칼루스가 그들한테서 데려온 인질들을 돌려주자 멈추었다.— 카시우스 디오: '로마사 – 서한집 LXXIX'

마지막 세베루스 왕조 출신 황제인 알렉산데르 세베루스 재위의 것으로 추정되는 다키아 지역의 현존하는 금석문들이 일부 존재한다. 그의 재위 기간에, 세 다키아 지역에 대한 자문회가 울피아 트라이아나 사르미제게투사에서 열렸고, 군 주둔지인 아드 메디암 (Ad Mediam, 루마니아의 메하디아)의 출입구, 성탑, '프라이토리움'이 보수되었다.

## 다키아 속주의 일상

### 토착 다키아인

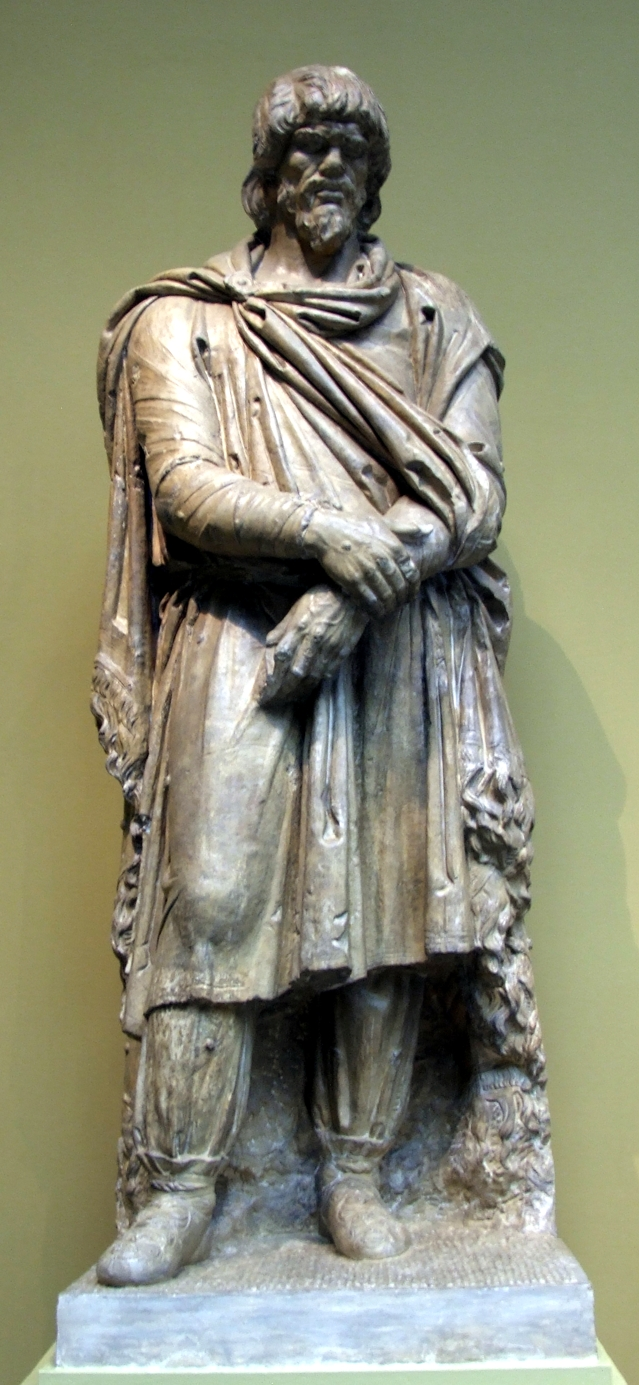
푸시킨 미술관에 전시 중인 2세기 초의 다키아인 포로 청동상

다키아 속주 내 토착 다키아인의 지속적인 존재에 관한 증거 자료들은 다른 속주들의 게르만족, 켈트족, 트라키아인, 일리리아인 등처럼 분명하지 않다. 다키아가 로마 제국으로 합병된 뒤에 세워진 로마 도시들 내 토착 또는 원주 다키아인들의 존재에 대해서는 상대적으로 부실한 자료만이 있다.
에우트로피우스는 카시우스 디오 그리고 율리아누스 등의 저서의 약간의 언급을 통해서 사르미제게투사 레기아 공방전 그리고 데케발루스의 자결 이후 다키아 지역에 대한 방대한 인구 감소에 대해 묘사를 하고 있으나, 이 해석에는 문제가 존재한다. 다키아 정복 이후 이 지역 인구 감소에 대한 주요 자료인 에우트로피우스의  'Breviarium ab urbe condita'에 대한 현존하는 원고 자료들은 그 내용 일관적이지 않다. 일부 원고들은 전쟁 이후에 인구 감소에 대해 묘사하며 그 밖에 원고들에서는 트라야누스의 정복 이후에 사물 또는 자원으로 추정되는 대상의 감소에 대해 묘사하고 있다.
전통적인 다키아 장례 풍습에 대한 지속성을 보여주는 고고학적 증거들의 해석들이 존재하며, 다키아 속주를 비롯하여 로마의 지배력이 미치지 않는 속주 주변부에 마찬가지로 로마 시대 내내 도자기 제조품이 이어졌다. 트라야누스 원주에 마지막 부분에서 서로 다른 해석들이 존재하는데, 하나는 다키아의 인구 감소를 가속화 한 다키아인의 이주를 묘사하거나 또는, 로마의 권위에 순종하고 자신들의 정착지로 돌아가는 다키아인을 묘사하는 것이라고 한다.
다수의 개척자들이 로마 제국의 전역에서 다키아 속주에 정착하도록 유입되었던 것이 분명한 가운데, 이 현상은 새로 만들어진 로마의 도시들에만 해당되는 것으로 보인다. 다키아 도시들 내 토착 다키아식 인명에 대한 금석문 자료가 부족한 점은 로마의 다민족 성격의 도심 중심지 인구와 토착 다키아적 성격의 교외 인구 구조가 서로 분리되어 있음을 나타낸다.
최소한 두 차례 로마 정부에 맞선 다키아인들의 반란이 있었으며 첫 번째는 트라야누스 사후인 서기 117년에 그리고 마르쿠스 스타티우스 프리스쿠스에게 진압당한 서기 158년 때이었다.
여러 유형의 취락들에서 나온 고고자료들 그 중에서도 특히 오러슈티에산맥에서 나온 자료들은, 다키아 합병 기간에 구릉지의 요새들에 대한 계획적인 파괴를 나타내지만, 이는 초기 정복의 트라우마를 극복하고 다시 한번 이곳의 거주가 이어졌을 가능성을 배제하지는 않는다. 오브레자, 노슐라크 등과 같이 전통적인 다키아 건축물을 포함하고 있는 소 마을들은 서기 2세기 때로 거슬러 올라가며, 로마식 도시 중심지들이 세워졌을 때와 같은 시기에 이 마을들이 세워졌음을 암시한다.
체테아, 치커우 등 일부 취락들은 로마 이전 시기부터 속주 시기까지 명백한 거주의 지속성을 보여준다. 도자기에서 얻은 고고자료는 이 지역 및 다른 지역들에서 토착 다키아인들의 지속된 거주를 나타낸다. 다키아의 전통적인 움집과 토갱 등 로마 이전 시기의 건축 형태는 로마 시대에도 이어졌다. 이러한 주거 형태는 로마 시대에서도 지어졌으며, 심지어 오브레자 같은 로마 합병 이후에 세워진 것이 분명한 취락들에서도 마찬가지였다. 모두 합쳐, 대략 46여 개의 지역들은 라텐 시대와 로마 시대 모든 기간에 걸쳐 있었다고 언급되기도 한다.
고고학이 다키아인의 지속적인 존재를 증명하는 동시에 로마화의 과정을 보여주기도 한다. 전통적 다키아 도자기들은 지역 특유의 디자인과 결합되어 있는 로마식으로 제작된 도자기와 같이 다키아 취락에서 발견되고 있다. 점차 커져가는 다키아의 로마화로 인해 항아리 그리고 '다키아식 컵'이라 명명된 잔 높이가 낮고 잔의 두께가 두꺼운 머그잔 같이 아주 적은 수의 초기 다키아 도자기 스타일만이 변화하지 않고 유지되었다. 이 유물들은 보통은 손으로 빚어서 만들어졌으며, 도자기 물레 사용이 아주 드물었다. 주택의 경우에, 옛 다키아 방식의 사용이 이어졌으며, 다키아 속주 설치 이전에 사용된 장식품 및 장치 종류들 역시 계속 이어졌다. 무덤에서 나온 고고자료들은 토착 다키아인들이 유의미하게 모두 쫓겨나거나 전멸당했다기에는 몹시 규모가 컸음을 보여준다. 약 300,000 km2 (120,000 mi2)에 이르는 지역의 교외 인구의 다수를 제거하는 것이 로마의 가용 자원으로는 역부족이었다. 무덤에서 발견된 은 장신구는 매장지에서 일부는 반드시 토착 다키아인만이 있는 것이 아니라 카프리족이나 서기 200년 이전 다키아로 이주했을 것으로 여겨지 자유 다키아인에 속하는 것일 수 있다는 점을 보여준다.
일부 학자들은 토착민들로 이뤄진 행정 조직인 '키비타스 페레그리네'가 다키아 속주에서 사용된 것이 적다는 점을 다키아의 인구 감소에 대한 증거로 사용하였다. 로마 제국으로 병합 이전에, 다키아는 단일 왕이 지배하던 왕국이었고, 로마 제국의 다른 속주들에서 성공적으로 사용되었던 로마의 키비타스 체계로 쉽게 전환될 지역 부족적 구조를 가지지 않았었다. 프톨레마이오스의 '지리학'에서 언급된 다키아 부족들은 모이시아, 판노니아, 달마티아 또는 노리쿰의 경우들과 유사히 토착 행정 구조를 나타나내는 것일 수도 있다.
소수의 지역 다키아인들은 로마의 문화적 표현의 중심이었던 금석문들을 사용하는 데 관심이 있었다. 다키아에서 이는 문제를 야기하였는데 오늘날까지 남아있는 금석문들은 로마 속주 내 문화적 사회적 상황을 이해하기 위해 학자들이 개발한 중요한 방식 중 하나이었기 때문이었다. 다키아 엘리트들 그리고 나아진 사회적 경제적 위치를 얻길 바라며 로마식 이름과 관습들을 받아들였던 이들을 제외하면, 토착 다키아인들의 대다수는 로마 제국으로 편입된 뒤에 로마의 문화적 규범에 대한 포용이 증가하던 와중에도 자신들의 이름과 문화적 정체성을 유지하였다.
일반적인 로마 관습에 따라, 다키아 남성들은 보조병으로 징집되어 동방 속주에서 브리타니아에 이르는 제국 전역으로 파병되었다. '다코룸 파르티카 분견대'(Vexillation Dacorum Parthica)는 셉티미우스 세베루스 황제의 파르티아 원정 기간 그와 동행했었고, '제1 울피아 다코룸 코호르트'(cohort I Ulpia Dacorum)는 카파도키아 속주에 배치되었다. 다키아 출신의 부대에는 판노니아 수페리오르의 '제2 아우렐리아 다코룸'(II Aurelia Dacorum), 브리타니아의 '제1 아일리아 다코룸 코호르트'(cohort I Aelia Dacorum), 모이시아 인페리오르의 '제2 아우구스타 다코룸 밀리아리아'(II Augusta Dacorum milliaria) 등이 있었다. 제1 아일리아 다코룸 코호르트의 현재까지 남아있는 유물들이 다수 존재하는데, 한 금석문은 다키아 특유의 무기인 '시카'를 묘사하고 있다. 금석문 자료들에서 다키아 병사들은 '나티오네 다쿠스'(natione Dacus)로 묘사된다. 이 병사들은 토착 다키아인들, 로마화된 다키아인, 다키아로 이주한 개척자들 또는 그들의 후손을 가리키는 것일 수도 있다. 1990년 이후에 발견된, 다키아 병사들에게 발행된 다수의 고대 로마의 전역증들은 퇴역병들이 자신들의 고향 땅으로 귀향하는 것을 선호했음을 보여주며 일반적인 로마 관습에 따라, 이 퇴역병들에게는 전역하면서 로마 시민권을 부여받았다.

### 이주자
다키아 속주 내 로마화의 정도는 다양하다. 로마화가 가장 많이 진행된 곳은 다뉴브강을 따라 있는 곳이며, 이 지역은 대부분이 제국의 행정력 하에 있지만 부분적으로는 고유의 특성이 남아있었다. 로마 군단들이 철수하기 이전 이들과 같이 거주했었던 다뉴브강 인근 너머의 다키아인들은 상당한 로마화가 이뤄졌다. 마라무레슈, 크리샤나, 몰다비아 등 북부 지역들로 이뤄진 후방 지역은 다키아 속주의 가장 자리에 있었다. 이 지역 사람들은 그 지역에 배치된 로마 군단들이 없었지만, 명목상 정치, 사회, 경제적으로 로마의 지배권에 있었다. 이 지역들은 이른바 보통 '자유 다키아인'이라 일컬어진 카프리족이 살던 지역이었다.
다키아의 도시들을 채우고, 들판을 경작하고, 광석을 채광하기 위하여, 식민 도시 개발을 위한 대규모 시도가 '로마 제국 전역에서 온' 개척자들과 이뤄졌다. 이 개척자들은 다민족들로 이뤄져 있었는데 1990년대에 발견된 금석문들에 남아 있는 약 3,000여 개 인명 중에 74% (약 2,200개)가 라틴어이었고, 14% (약 420개)가 그리스어, 4% (약 120개)는 일리리아어, 2.3% (약 70개)는 켈트어, 2% (약 60개)는 트라키아-다키아어, 나머지 2% (약 60개)는 시리아의 셈어이었다. 이들의 출신 지역과 상관없이, 정착자들 및 개척자들은 로마 문명과 제국 문화에 대한 실질적인 현현이며, 자신들과 함께 로마화를 이루는 데 가장 효과적인 방법인 새로운 '링구아 프랑카로서 라틴어의 사용을 들여왔다.
로마의 첫 사르미제게투사의 정착 당시는 군단의 퇴역한 군인들이었던 로마 시민권자들로 이뤄졌었다. 다키아 속주 곳곳에 산재되어 있는 인명들의 위치를 근거로 할 때, 비록 그 출신지가 금석문들에 거의 언급되어 있지는 않으나, 개척민들의 상당 비율이 노리쿰과 판노니아 서부를 기원으로 하고 있었다.
전문 광부들 (피루스티족)이 달마티아에서 유입되었다. 이 달마티아의 광부들은 보호를 받는 공동체 (Vicus Pirustarum)에 머물렀고 자신들 자체적인 지도권 (이 지도자는 프린켑스라 일컬어졌다)의 관할 하에 있었다.

### 다키아의 로마군

다키아의 로마의 방벽

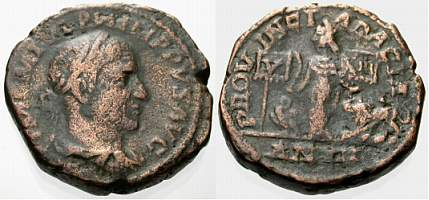
다키아 속주와 속주의 군단들을 기념하기 위해 발행된 세스테르티우스

추측 상 절정에 이르렀을 때 5만 명의 병력이 다키아에 주둔해 있었다. 102년에 벌어진 트라야누스 제1차 다키아 원정이 종결됐을 때, 그는 사르미제게투사 레기아에 군단 하나를 배치시켰다. 트라야누스의 다키아 정복이 마무리 되며, 그는 이 새로운 속주에 베르조비스 (오늘날 루마니아의 베르조비아)에 위치한 플라비아 펠릭스 제5군단, 그리고 아풀룸에 배치된 게미나 제13군단 등 최소한 군단 두 개를 배치하였다. 동시에 다키아에는 아디우트릭스 제1군단이라는 세 번째 군단이 있었다고 추측된다. 하지만, 이 군단이 언제 또는 어디에 배치되었는지, 그리고 완편 부대였는지 또는 '분견대만 배치되어 있었는가를 나타내는 증거는 존재하지 않는다.
후임 황제인 하드리아누스는 베르조비스에서 모이시아 수페리오르의 싱기두눔으로 네 번째 군단 (플라비아 펠릭스 제4군단)을 움직였는데, 이는 다키아의 군단 하나만이 존재하는 것으로 그 지역의 안정성을 보장하기에는 충분하다고 하드리아누스가 생각했다는 점을 시사한다. 다뉴브강 이북에서 일어난 마르코만니 전쟁은 마르쿠스 아우렐리우스가 하드리아누스의 정책을 되돌릴 수밖에 없게 하였고, 모이시아 인페리오르의 트로이스미스 (오늘날 루마니아의 투르코아이아)에서 마케도니카 제5군단을 다키아의 포타이사로 영구적으로 옮겼다.
금석문 자료는 로마 시대 다키아 속주들 곳에 배치되어 있던 매우 대량의 보조군 부대들을 나타내고 있는데 이는 다키아 속주가 상당히 군사화된 속주라는 인상을 준다. 그렇지만, 모이시아, 판노이아, 시리아 등의 다른 국경 속주들 이상으로 군사화가 이뤄진 것으로 보이지는 않으며, 모이시아와 판노니아의 배치된 군단들의 수는 다키아 속주 설치 이후에도 줄어들지 않았었다. 그렇지만, 다키아가 로마 제국에 병합되고 로마의 국경이 북쪽으로 확장되며, 노바 (오늘날 불가리아의 스비슈토프)와 두로스토룸 (오늘날 불가리아의 실리스트라) 사이에 있던 다뉴브의 중앙 영역은 다키아의 방어선을 강화하기 위해 필요한 군대를 내줄 수 있었다. 군사 기록물들은 '누메리', '코호르테스 밀리아리아이', '큉게나리아이', '알라이' 등을 포함한 다양한 형태와 기능을 가진, 최소 58개의 보조군 부대들이 대부분 근처의 모이시아와 판노니아 속주들에서 다키아로 이동했다고 기록했다. 이는 이 58개 보조군 부대들이 동시에 다키아에 배치되었다는 것을 암시하지 않고, 다키아 속주가 있는 동안 계속 있었음도 암시하지 않는다.

### 취락
로마 속주의 취락 형태들을 고려할 때, 다키아의 로마화 된 지역들은 '콜로니아', '무니키피움' 등으로 이뤄진 ' 도심 지위' 그리고 '라티푼디움 및 마을 ('비쿠스') 등과 주로 관련 있는 교외 취락 등으로 이뤄졌다. 다키아 속주의 핵심 도시 두 곳인 울피아 트라이아나 사르미제게투사와 아풀룸 등은 사회경제적 그리고 건축적 발달 면에서 서로마 제국 전역의 도시들과 유사하였다.

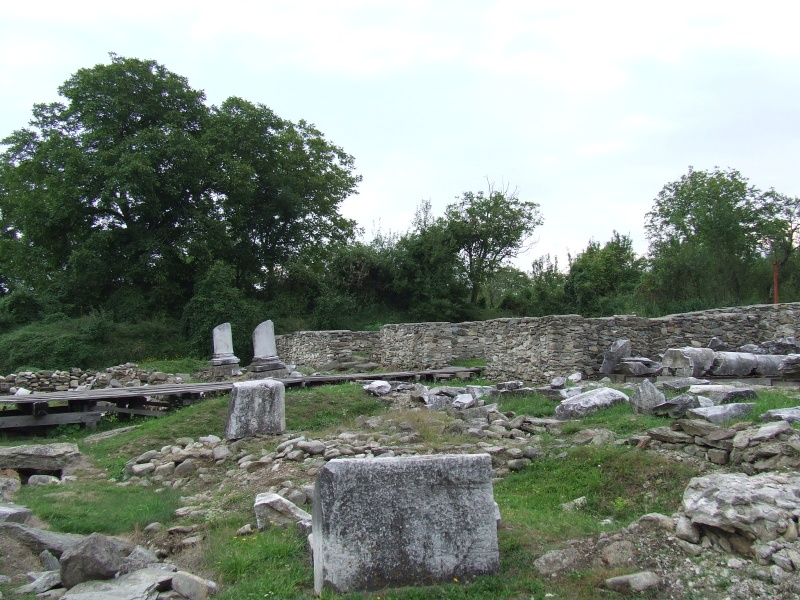
울피아 트라이아나 사르미제게투사의 원형극장

다키아에는 로마 도시 대략 10개가 있었으며, 모두 트라야누스의 군사 활동 중 그가 건설한 군 주둔지에서 비롯했다. 도심 취락에는 두 종류가 있었다. 제일 중요성을 띠는 곳은 '콜로니아' 지위를 가진 곳으로 이곳에서 태어난 자유민들은 오로지 로마 시민권자들뿐이었다. 그 다음 중요성을 띠는 곳은 무니키피으로, 어느 정도의 사법적 그리고 행정적 독립성을 보장받은 곳이었다.
다키아 수페리오르
- 울피아 트라이아나 사르미제게투사는 트라야누스가 설치하였고, 다카이에서 처음으로 '콜로니아' 지위를 부여받았으며, 다키아 내 유일한 '콜로니아 데둑타'(colonia deducta)이었다.[168] 이곳의 중요성은 도시 건설 당시의 헌장 그리고 다키아 행정 중심지라는 역할, 거기에 '유스 이탈리쿰'을 부여받는 데서 나왔다.[169]
- 울피아눔(Ulpianum)
- 싱기다바(Singidava)
- 게르미사라(Germisara)
- 아르기다바(Argidava)
- 베르소비아(Bersovia)
- 알부르누스 마요르(Alburnus major)
- 아풀룸 (알바이울리아의 전신)은 트라야누스의 군단 기지 중 하나로 시작하였다.[168] 거의 바로 즉시, 연계된 '카나바이 레기오니스'(canabae legionis)가 아풀룸 근처에 지어졌고, 트라야누스 재위 기간 어느 시점에 군기지에서 대략 4 km (2.5 mi) 거리에 있는 무레슈강을 따라 민간 취락이 세워졌다.[169] 이 민간 취락은 급속하게 발전하여, 마르쿠스 아우렐리우스 재위 기간 울피아 트라이아나 사르미제게투사의 '비쿠스'에서 무니키피움으로 바뀌었고, 콤모두스 황제가 '콜로니아' 지위로 승격하기도 하였다.[170] 다키아 수페리오르 내 다키아 아풀렌시스의 중심 도시가 된 아풀룸의 중요성은 세 개 속주에 대한 총지휘권자가 배치되면서 생겼다.[62] 셉티미우스 세베루스 시기에 그가 아풀룸의 '카나바이'에 무니키피움 지위를 부여하면서 울피아 사르미제게투사 레기아와 경쟁 관계가 시작되었다.[170]
- 나포카는 다키아 포롤리스센시스의 최고 지휘권자가 위치했을 수 있다.[171] 이곳은 하드리아누스가 세운 무니키피움이었으며, 콤모두스가 '콜로니아'로 지위를 변화시켰다.[158]
- 포타이사는 마르코만니 전쟁 기간 마케도니카 제5군단의 군영이었다.[171] 포타이사는 마케도니카 군단 군영의 출입구에 설치된 '카나바이'이었다.[158] 셉티미우스 세베루스로부터 무니키피움 지위를 부여받은, 이곳은 카라칼라 시기에 '콜로니아'가 되었다.[158]포롤리숨의 재건된 '카스트룸' 관문

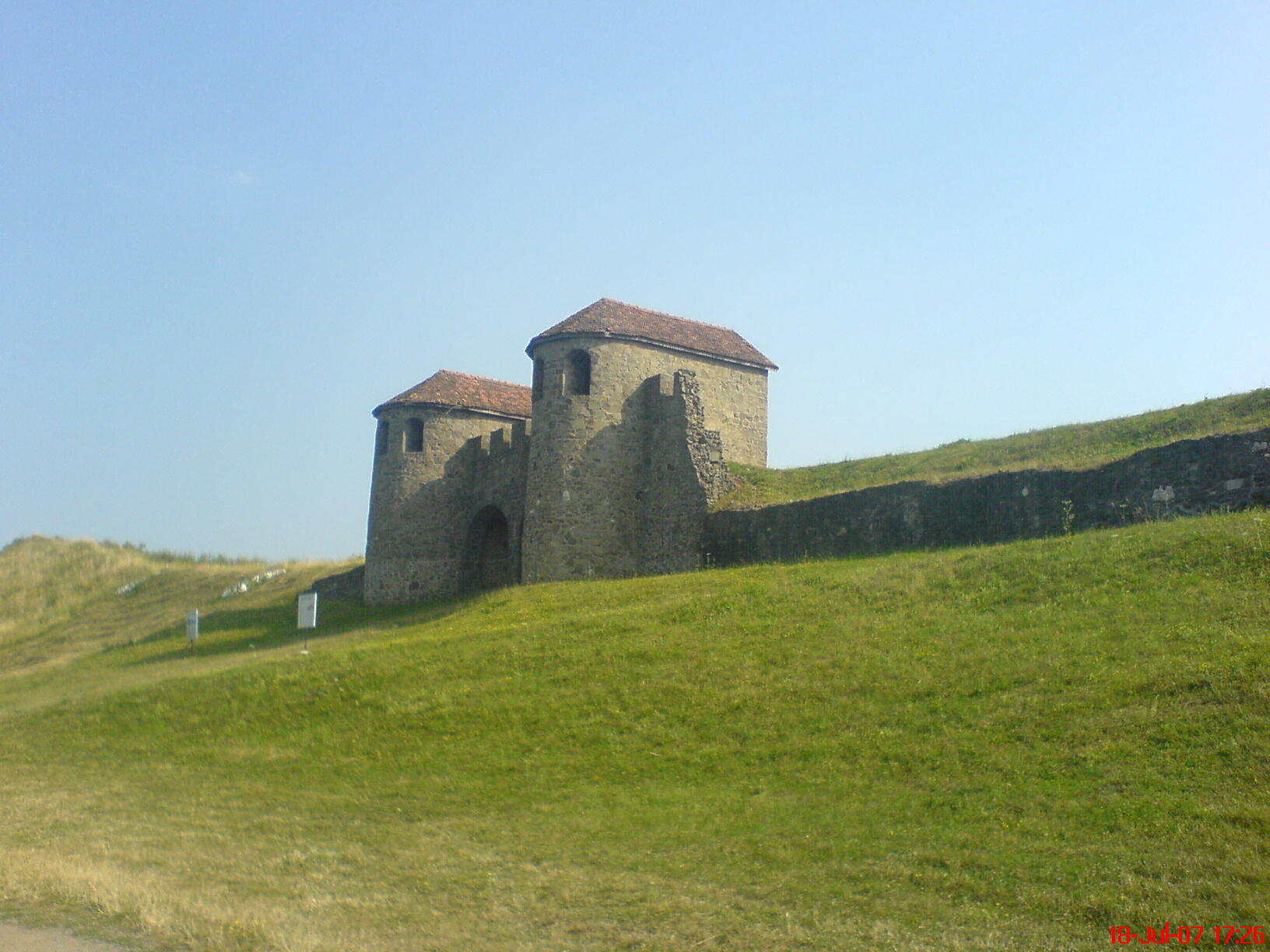
포롤리숨의 재건된 '카스트룸' 관문

- 포롤리숨은 두 군영 사이에 위치해 있었고, 카르파티아산맥을 가로지르는 주요 관문을 지키는 방벽을 따라 배치되어 있었다. 셉티미우스 세베루스 재위 기간 '무니키피움'으로 전환되었다.[172] 다키아 수페리오르 내에 있었던 포롤리숨은 다키아 아풀렌시스의 아풀룸이 그랬던 것처럼 다키아 포롤리스센시스의 중심지이었다.
- 디에르나/티에르나 (오늘날 루마니아의 오르쇼바)
- 티비스쿰 (루마니아의 주파)
- 암펠룸 (루마니아의 즐라트나)은 주요 로마의 도시이었다.[173] 다키아 내 최대 광업 도시이었으며, 법적 지위는 알려져 있지 않다.[174] 디에르나는 세관 출장소가 있었던 곳으로, 셉티미우스 세베루스가 무니키피움 지위를 부여했었다.[175]
- 수키다바 (오늘날 루마니아의 코라비아)는 토공사 캠프가 있었던 마을이다. 트라야누스가 세운 수키다바는 '무니키피움'이나 '콜로니아' 지위를 부여받을 만큼 크지도 중요한 곳도 아니었다. 수키다바는 '파구스' 또는 '비쿠스' 지위를 유지했다.[175]

다키아 인페리오르
- 드로베타는 다키아 인페리오르 내 가장 중요 도시였다. 병사 500명이 거주하는 석재 주둔지 가까운 곳에 생겼고 이스테르강(다뉴브강)을 가로지르는 트라야누스 다리의 북쪽 출입구를 지키기 위해 트라야누스가 세운 이곳은 하드리아누스 황제를 통해 이탈리아 도시와 동일한 권한을 보유하고 있는 무니키피움으로 승격하였다.[176] 190년대 중엽, 셉티미우스 세베루스가 드로베타를 '콜로니아'로 전환시켰다.[177]
- 로물라는 다키아 말벤시스의 중심 도시이었을 가능성이 있다. 하드리아누스 때로 추정되는 시기에 '무니키피움' 지위를 갖고 있었고, 셉티미우스 세베루스 때 '콜로니아'로 승격하였다.[178]

'로마화' 된 마을 그리고, '소 마을'로 구분되는 지역들을 나누는 기준을 알아차리는 것이 보통 문제이다. 이에 따라, 지역들을 소 마을들로 분류하는 것은 농업 생산품만을 독점으로 생산해낼 단순한 기본적인 농업 경제 지역이 아닌, 산업과 교역에 대한 증거물을 띠는 지역들로 확인되는 지역들에 집중한다. 다키아 속주 내 주요 교역로를 따라 있는 그 외 취락들이 포이팅거 지도에 언급되어 있다. 언급된 취락들에는 브루클라(Brucla), 블라디아나(Blandiana), 게르미사라, 페트리스(Petris),  아콰이 등이 있다. 게르미사라와 아콰이 등 두 곳은 현재까지 사용하고 있는 천연 온천수가 나오는 곳들이었다. 브루클라, 블란디아나, 페트리스 등의 위치는 분명하게 알려져 있지 않다. 그렇지만 페트리스의 경우, 페트리스가 루마니아의 우로이에 위치했다고 추측할 만한 좋은 근거가 있다. 이 추측이 맞을 경우 이곳은 무역과 더불어 지방의 한 지역에서 다른 지역으로 연락을 촉진하는 데 중요한 요소를 가진 중요한 현장 장소였을 것이다.
다키아 속주가 참호로 둘러싸인 군영과 관련한 취락들인 군사 목적의 '비쿠스'를 아주 대량으로 두고 있었다고 추정된다. 이 이론은 아주 적은 지역만이 조사가 되어 검증되지는 않았다. 그렇지만, 무레슈강 유역의 중부에서, 관련 민간 거점들이 오러슈티오아라 데 수스, 치그머우, 살리나이 (오늘날 오크나무레슈), 미치아 등의 보조군 군영 옆에서 발견되었고, 미치아에서는 소규모 원형극장이 발굴되기도 했다.
로마 속주 기간, 무레슈강 유역의 취락 유형들은 로마 속주 이전 철기 시대의 취락 유형과 비교했을 때 집촌 형태로 지속적인 변화를 보여주고 있. 다키아 중부의, 10개에서 28개 사이 마을들이 주요 기능이 농업이었던 집성촌으로 확인되었다. 이 지역 취락의 구조는 넓게 두 가지 주요 유형으로 구분된다. 첫 번째는 러데슈티, 빈추데조스, 오브레자 등 전통적 방식으로 건설된 것들이다. 이 유형들은 일반적으로 다키아 방식의 움집 형태를 보이며, 일부 주거지는 외관이 목제 건물로 발전을 하고 있었다. 두 번째 유형은 로마의 방식을 따르는 것이었다.
다키아 중부가 다키아 속주 내 다수임에 따라 이 지역 내 '빌라' 지역들의 발견은 끝나지 않았다. 다키아 전역에서 확인된 대략 30개 지역이 공개된 문화유산 목록에 올라갔으나, 그 수는 적게 평가된 것으로 보인다.

### 경제
로마 군대가 팍스 로마나의 유지를 해줌에 따라, 다키아 속주는 3세기의 위기까지 번영을 이어나갔다. 다키아는 단순한 농업 사회 및 경제에서 다른 로마 속주들과 비교될 만큼의 물질적으로 발달한 속주 중 하나로 발전하였다. 다키아 내에서 유통된 주화가 인접한 속주들보다 훨씬 많았다.
다키아의 천연 자원은 제국에 상당한 부를 가져다주었으며, 곡물 그 중에서도 특히 밀 주요 생산지 중 하나가 되었다. 로마의 화폐 경제로 연결해준, 로마의 주화들이 대략 서기 250년쯤 울피아 트라이아나 사르미제게투사에서 마침내 생산되었다 (이전에 다키아는 중앙의 화폐소에서 만들어진 주화들을 공급받았던 것으로 보인다). 속주 전역에 깔린 로마 도로는 경제 발전을 촉진했다.
다키아의 금광들은 다키아의 로마 제국 합병에 또 다른 보상물을 제공해주었다. 달마티아의 광부들이 비호르산맥의 금광을 채광하기 위해 유입되었고, 제국의 재원을 더해주었다. 알부르누스 마이오르(Alburnus Maior)의 금광은 서기 131년에서 167년까지 번성하였으나, 시간이 흐르며 매장량이 고갈됨에 따라 그 수익이 줄어든 것으로 보인다. 관련 증거 자료들은 서기 215년쯤 금광들이 폐광되었음을 나타낸다.
다키아는 또한 다키아의 국왕들의 시대로 거슬러 올라가는, 소금, 은, 구리 광산들을 보유하고 있었다. 다키아는 또한 편암, 사암, 안산암, 석회암, 대리석 등 대단히 많은 종류의 건축 자재들을 갖고 있었다.
도시들은 주요 제조업 중심지들이 되었다. 청동 주물 공장이 포롤리숨, 로물라, 디에르나 등에 있었으며, 나포카에는 브로치 작업장이 위치했고, 아풀룸에는 무기 제조장이 있었던 것으로 확인되었다. 유리 제조 공장이 울피아 트라이아나 사르미제게투사와 티비스쿰에서 발굴되었다. 마을과 교외 취락들은 도자기를 포함한 수공업에 집중을 계속했고, 미커사사 같은 지역들은 이 지역의 '테라 시길라타' 생산을 위한 가마 26개와 거푸집 수백 개를 보유할 수 있다.

### 종교
다키아의 금석문과 조각 등은 종교에 있어서 매우 다양한 내용들을 밝히고 있다. 로마의 공식 국교의 신들은 그리스, 소아시아, 서유럽 등에서 기원을 한 신들과 나란히 그 모습을 보이고 있으며 그 중에 43.5%는 라틴어 인명을 갖고 있다. 유피테르, 유노, 미네르바, 베누스, 아폴로, 리베르, 리베라 등등 로마 판테온의 주요 신들 모두가 다키아에서 묘사되었다. 로마 신 실바누스는 유피테르 다음으로 이례적인 중요성을 띤 신이었다. 그는 자주 다키아에서 '실베스테르'(silvester) 그리고 '도메스티쿠스'(domesticus) 등의 칭호들로 일컬어졌으며, 이 명칭들은 판노니아에서도 쓰였다.
다키아의 금석문 중 대략 20%는 군인들 사이에서 아주 인기 있던 미트라스에 대한 274번 이상의 봉헌과 더불어 키벨레와 아티스 등 동방의 종교 숭배들에 관해 언급한. 트라키아 기수에 대한 숭배가 트라키아와 모이시아에서 유입되었다. 갈리아 지역의 말의 신 에포나가 다키아에서 확인되었고, 마트로나이도 확인되었다.
다키아인들은 토착 신들을 숭배한 한편, 로마의 만신전의 신으로 입성한 다키아의 신에 대한 증거가 없고, 로마의 이름으로 숭배를 받은 다키아 신에 대한 증거도 없다. 다키아인들이 신에 대한 의인관 개념이 부족하였으며, 트라키아-다키아의 종교 및 이들의 미술이 반형상주의가 특징이었다고 추측된다. 부레비스타와 데케발루스의 재위 시기로 거슬러 올라가는 다키아의 요새들은 성소에 조각상들을 두지 않았었다. 주요 다키아의 성소가 트라야누스의 정복 전쟁 동안 파괴되었고, 다른 장소에 이런 성소 두지 않았다. 그렇지만, 그 외에 게르미사라같이 지방의 영적 중요성을 띠는 숭배 장소들은 존재했었으며, 이 장소들의 경우에는 로마 시대에 들어서도 계속 사용되었지만, 종교 의례는 로마화에 따라 어느 정도 변화하여 지역의 영적 존재들에 대해 로마식 이름을 적용했다.
로마화 정도가 높았던 도심들은 로마식 장례 풍습을 전파했으며, 이는 로마의 정복 이전 시기의 풍습과 눈에 띄게 달랐다. 고고학 발굴로 도심 지역에 특히 해당하는 장례 미술을 밝혀냈다. 이 발굴들을 통해 '스텔레'가 선호되는 장례 기념비 양식임이 드러났다. 그러면서도, 그 외에 '에디쿨라', '분구묘', '마우솔레움'을 포함한 한층 더 정교한 기념물 역시도 발굴되었다. 이 대부분은 사자와 메달리온 등이 조각되어 있고 원주가 구조물을 꾸미고 있는 등 대단히 장식되었다.
이는 도심 지역의 특징으로 보이는데, 교외 지역에서 발굴된 묘지의 소수만이 다키아인의 것으로 여겨지는 보이며, 그 중에 일부는 데바, 설라슈데수스, 친치스 등 '빌라' 유형의 취락들과 관련이 있을 것으로 추측된다.
전통적인 다키아 장례 풍습은 로마 시대에도 살아남아 로마 이후에도 이어졌으며, 이 시기에 이 지역 최초의 기독교 증거가 모습을 보이기 시작하였다.

## 다키아 트라이아나의 최후의 몇 십년 (235년–271/275년)
230년대에 다키아 속주의 마지막 평화의 시기가 종결되었다. 로물라에서 발견된 콤모두스 그리고 서기 222년에 살해당한 엘라가발루스 재위 기간에 발행된, 대량의 로마 주화 비축품 (약 8,000개)은 서기 3세기 중엽 이전 다키아가 문제를 겪고 있다는 증거로 받아들여진다. 전통적으로, 막시미누스 트락스 (235년–238년)의 즉위를 로마 제국의 50년간의 무질서 시대의 시작으로 보는데, 이 기간 셉티미우스 세베루스가 시작한 로마 제국의 군국화 계속 이어졌고 화폐 가치 하락은 제국을 파산으로 이끌었다. 3세기가 흐르는 동안, 지속적인 고트족의 이주가 있었는데, 이들의 움직임은 이미 마르코만니 전쟁의 원인이었고, 이들의 다뉴브 국경을 향한 남쪽으로 이동은 이 지역에 이미 거주하던 부족들에 압력을 지속했다. 236년과 238년 사이, 막시미누스 트락스는 다키아에서 카르피족을 상대로 군사 활동을 벌였으나, 내전 문제를 해결하기 위해 이탈리아로 돌아갈 수밖에 없었다. 고르디아누스 3세가 마침내 로마 황제로 즉위한 동안에, 제국의 심장부 내 혼란은 카르피족과 동맹이던 고트족이 서기 238년에 히스트리아를 차지하고, 다뉴브 삼각주를 따라 형성된 경제적으로 중요성을 띠는 교역 중심지들을 약탈하게끔 하였다.

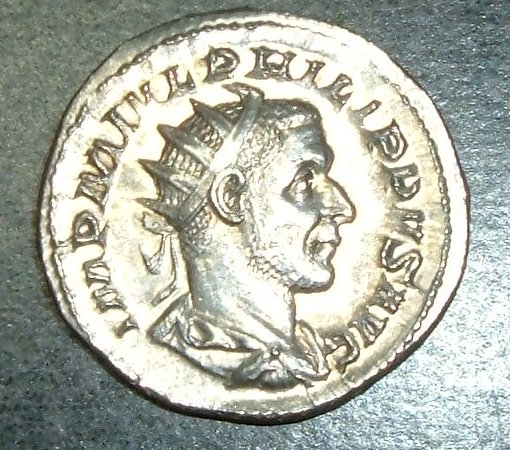
필리푸스 아라부스 황제(재위: 244년–249년)

이 급습을 군사적으로 해결할 수 없었던 로마 제국은 고트족에 매년 공물을 바치며, 모이시아에서 평화를 돈으로 살 수밖에 없었는데, 이는 마찬가지로 보상금 지불을 요구하던 카르피족을 분노케 하였다. 필리푸스 아라부스 황제 (244년–249년)는 서기 245년에 이 공물 지급을 멈췄고 카르피족은 다음 해 다키아를 침입하였으며, 그 과정에서 로물라를 공격했다. 카르피족은 243년과 247년 사이에 아마 러카리의 '카스트라'를 불태웠을 것이다. 사료들은 리메스 트란살루타누스 방어선은 카프리족의 다키아 침입에 대한 결과로 필리푸스 아라부스 재위 기간에 버려진 것으로 나타낸다. 계속되던 약탈은 황제로 하여금 로마를 떠나 이 상황을 맡게 하였다n. 장래 황제에 오른 갈레리우스의 어머니는 이 무렵 다키아 말벤시스에서 달아나 모이시아 인페리오르에 정착하였다.
디오클레티아누스가 사위로 택한 또 다른 막시미아누스 (갈레리우스)는 더욱 심각하였는데, 우리 시대가 겪었던 그 어떤 부제들보다도, 과거에 있었던 나쁜 부제들보다도 말이다. 이 사나운 짐승에는 로마인의 혈통과 다른 토착의 야만성과 잔인함이 도사리고 있는데, 그의 어머니가 다뉴브강 너머 출신이었고 그곳은 다뉴브강을 건너 신 다키아로 피난가야만 했던 카르피족의 길목이었기에 놀랍지 않다.— Lactantius: Of the Manner in which the Persecutors Died – Chapter IX

247년 말에 카르피족은 야전에서 결정적 패배를 당해 강화를 요청하였고 필피푸스 아라부스는 '카르피쿠스 막시무스'라는 칭호를 얻었다. 이러한 승전에도 불구하고, 다키아의 도시들은 방어 조치를 취하기 시작하였다. 수키다바에서, 사람들은 성급하게 석재 방벽을 짓고 방어용 도랑을 팠으며, 이는 서기 246년 또는 247년경 야만 부족들의 침입에 대한 결과로 보인다.  서기 248년, 로물라는 취락 주변으로 다시 방벽을 세웠으며, 이는 카프리족에 맞서기 위한 추가적인 방벽인 것으로 추정된다. 아풀룸에서 발견된 한 금석문은 데키우스 황제 (재위 서기 249년–251년)를 '레스티투토르 다키아룸'(restitutor Daciarum), 즉 다키아의 회복자라고 칭송한다. 251년 7월 1일, 데키우스과 그의 군대가 아브리투스 전투 (오늘날 불가리아 라즈그라드) 중 고트족에 궤멸당하고 말았다. 다뉴브강 하류와 흑해 서부 해안을 따라 있는 영토에 확고하게 자리를 잡은, 고트족은 비로마화 된 다키아인 (고트족의 영향력권 안에 편입)과 다키아 속주에 영향을 미쳤는데, 이에 따라 다키아를 둘러쌌고 다키아 속주의 존재를 지지하던 종속국 체계가 붕괴되기 시작하였다.
데키우스, 그 저주받은 야만한 짐승이 교회를 해하기 위해 이 세상에 나타났으며 어느 나쁜 자가 종교를 박해하겠는가? 신에게 크게 격노하였을 때, 그가 황제의 지위에 오른 것으로 보이며, 그가 몰락했을 때, 그 당시에 다키아와 모이시아를 장악하고 있었던 카르피족에 대한 원정을 착수하면서, 그는 야만족에 갑작스럽게 포위되어, 그의 군대 대부분과 함께 살해당하였다. 그는 장례의 의식를 갖춰주지 못한 체, 갑옷과 옷이 벗겨져 나체가 되어 산짐승과 새들에게 뜯어 먹혔다. 신에게 대적한 자에게 적합한 최후였다.— Lactantius: Of the Manner in which the Persecutors Died – Chapter IV

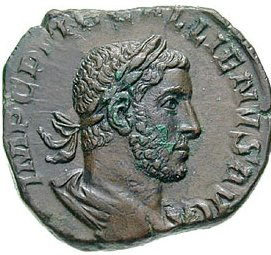
갈리에누스 황제 (재위: 260년–268년)

갈리에누스 황제 (260년–268년) 재위 기간 지속적인 압박과 260년 이후 갈리아의 포스투무스와 갈리에누스 간 로마 제국의 서부 지역 분열은 갈리에누스의 관심사가 다뉴브 국경에 주로 쏠려있었음을 의미한다. 카르피족 및 관련된 다뉴브 부족들에 대한 반복적인 승리는 그를 '다키우스 막시무스'라는 칭호를 칭할 수 있게 해주었다. 하지만, 고대의 문헌 자료들 (에우트로피우스, 아우렐리우스 빅토르,, 페스투스)은 다키아가 그의 재위 시절에 상실되었다고 전한다. 그는 다키아에서 판노니아로 마케도니카 5군단과 게미나 제13군단 등의 상당 전력을 이동시켰다. 울피아 트라이아나 사르미제게투사와 포롤리숨의 마지막 주화들은 그의 조상(彫像)을 담고 있으며, 다키아 속주 내 금석문을 세우는 일은 제국이 일시적으로 붕괴된 해인 서기 260년에 사실상 중단되었다.
심지어는 트라야누스가 확보했었던, 다뉴브 너머의 영토들이 상실되고 말았다.— 아우렐리우스 빅토르: De Caesaribus

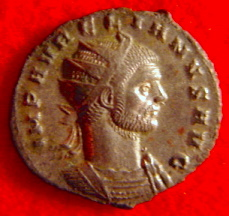
아우렐리아누스 황제 (재위: 270년–275년)

아우렐리아누스 재위 시기 (270년경) 제국의 복원이 일어나던 기간 주화들이 발행되었고, 이 주화들에는 "DACIA FELIX" ("비옥한/행복한 다키아")라는 글귀가 새겨졌었다. 팔미라 제국 문제를 다뤄야 하는 긴급한 필요성은 아우렐리아누스가 다뉴브 국경의 상황을 해결해야함을 의미하였다. 마지못하여, 그리고 아마 오직 임시 조치로서, 그는 다키아를 포기하기로 결정하였다. 다키아 포기에 대한 전통적인 추정 시기는 271년이며, 또 다른 의견은 아우렐리아누스가 그의 군대와 민간 행정 정부가 272년-273년, 더 늦으면 275년에 철수했을 것으로 본다.
트라야누스가 다뉴브강 너머에 구축했었던 다키아 속주를 그는 일리리쿰과 모이시아 등 두 곳에서 인구가 빠져나가고 난 뒤 유지할 수 없는 데에 대해 절망한 뒤 포기하고 말았다. 다키아의 도시와 영토에서 빠져나간 로마 시민들을 그는 모이시아 인페리오르에 정착시켰으며, 현재 두 개의 모이시아로 나뉘어 있는 그곳을 다키아라 칭했는데, 바다 쪽으로 흐르는 다뉴브강 오른쪽에 놓여 있다 (이전의 다키아는 다뉴브강 왼쪽에 놓여 있었다).— 에우트로피우스: Abridgement of Roman History

다키아 철수의 결과는 아우렐리아누스가 과거 모이시아 인페리오르에 속하던 지역에, 세르디카를 중심으로 한 다키아 아우렐리아나라는 새로운 다키아 속주를 설치한 것이었다. 로마화 된 다키아의 인구 일부는 다뉴브강 남부의 새로운 속주에 정착하였다. 다키아 리펜시스 그리고 다키아 메디테라네아 속주 등은 몇 십 년 뒤 다키아 아우렐리아나의 행정 개편이 이뤄짐에 따라 북부와 남부에 만들어졌을 것이다.

## 로마 철수 이후

### 테르빙기족의 정착

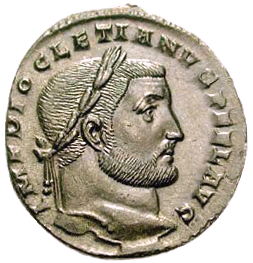
디오클레티아누스 황제(재위: 284년–305년)

갈레리우스 황제는 로마인들이 알고 있던 불만 사항에 대해 언명을 하였는데, 바로 모든 로마 국경 중에 가장 문제거리였던 다뉴브이었다. 다뉴브 전선의 방대한 길이를 제외하고도, 다뉴브 전선 자체의 상당 부분이 로마 군단이 선호하는 전투 방식에 어울리지 않았다. 다뉴브 남쪽의 속주들을 지키기 위해, 로마인들은 다키아 트라이아나에서 철수한 뒤 다뉴브의 북쪽 강변에 군사용 요새들을 유지하였다. 아우렐리아누스는 드로베타에 발판을 마련하는 한편, 제13군단 (게미나 제13군단)의 일부를 최소 서기 305년까지 데사에 주둔시켰다. 그라티아누스 황제 (재위: 서기 375년-383년)의 초상을 담은 주화들이 디에르나에서 발견되었으며, 이는 디에르나가 로마 철수 이후에도 그 기능을 이어나갔음을 나타내는 것일 수 있다.
철수 직후 몇 년간, 로마의 도시들은 유지되었으나, 그 수준은 낮아졌다. 다뉴브 이북에 정착했던 사르마티아족, 바스타르나이족, 카르피족, 콰디족 등의 과거 부족들은 북쪽에서 반달족의 도래함에 따라 압박이 심해졌고, 동시에 게피드족과 고트족이 동쪽과 북동쪽에서도 압박을 가했다. 이 압박은 옛 부족들을 로마 영역으로 밀려나가게 하여, 제국의 이미 늘어져 있던 방어선을 더욱 약하게 하였다. 제국으로 들어가기 위해서, 이 부족들은 로마 당국에 자신들을 들여 보내달라는 애원을 하고, 자신들의 청을 거부할 경우에는 침입의 위협으로 겁을 주는 등을 번갈아가며 하였다. 최종적으로, 바스타르나이족은 트라키아에 정착하는 것이 허용되었고, 살아남은 카르피족은 자신들의 고향 땅 서쪽에 위치한 새롭게 생긴 속주인 판노니아 발레리아에 정착하는 것이 허용되었다. 그렇지만 카르피족은 다른 야만족들의 침입에 궤멸하지 않고, 로마 제국에 완전히 동화되지도 않았다. 로마 제국의 국경에서 거주하던 카르피족들은 '카르포다카이족'(Carpodacae, 다키아의 카르프족)이라는 이름으로 불렸다.
서기 291년경, 고트족들은 아우렐리아누스에게 당한 패배를 회복하였고, 과거 다키아 속주이던 지역으로 이동하기 시작하였다. 테르빙기족의 선조들이 다키아 북동부로 이주하던 시기에, 이들은 카르피족과 비로마화 된 다키아족들과 충돌하였다. 이 부족들을 제압시킨 그들은 다뉴브를 따라 형성된 통제권을 유지하려던 로마인들과도 분쟁에 휩싸인다. 부분적으로 로마화된 인구의 일부는 잔류하여 고트족들과 공존하려 했다. 서기 295년경, 고트족은 카르피족을 간신히 제압시켜냈고 이제는 고티아라 불린 다키아에 자리를 잡았으며 로마인들은 테르빙기족을 '포이데라투스'로 승인하였다. 이들은 동쪽으로는 드네스트르강이 있는 베사라비아에서 서쪽으로는 올테니아에 이르는, 옛 다키아 속주의 동부 지역과 그 너머를 차지하였다. 320년대까지, 고트족은 강화 기간을 준수하였고 옛 다키아 속주에 자리잡았으며, 다뉴브강은 거의 한 세기간 평화의 기준이 되었다.
서기 295년경, 디오클레티아누스 황제는 다뉴브 방어선을 재편성하였고, 시르미움 (오늘날 세르비아)에서 라티아리아 (오늘날 불가리아 아르차르)와 두로스토룸에 이르는, 강이 멀리 떨어진 쪽에서도 요새화 된 군영들을 구축하였다. 이 군영들은 다뉴브강을 건너는 중요 거점들에 보호를 제공하고, 병력들이 강을 도하하도록 해주며, 수상 순찰대들을 위한 관찰 지점 및 거점 역할 기능을 할 목적이었다.

### 후대 로마의 공격

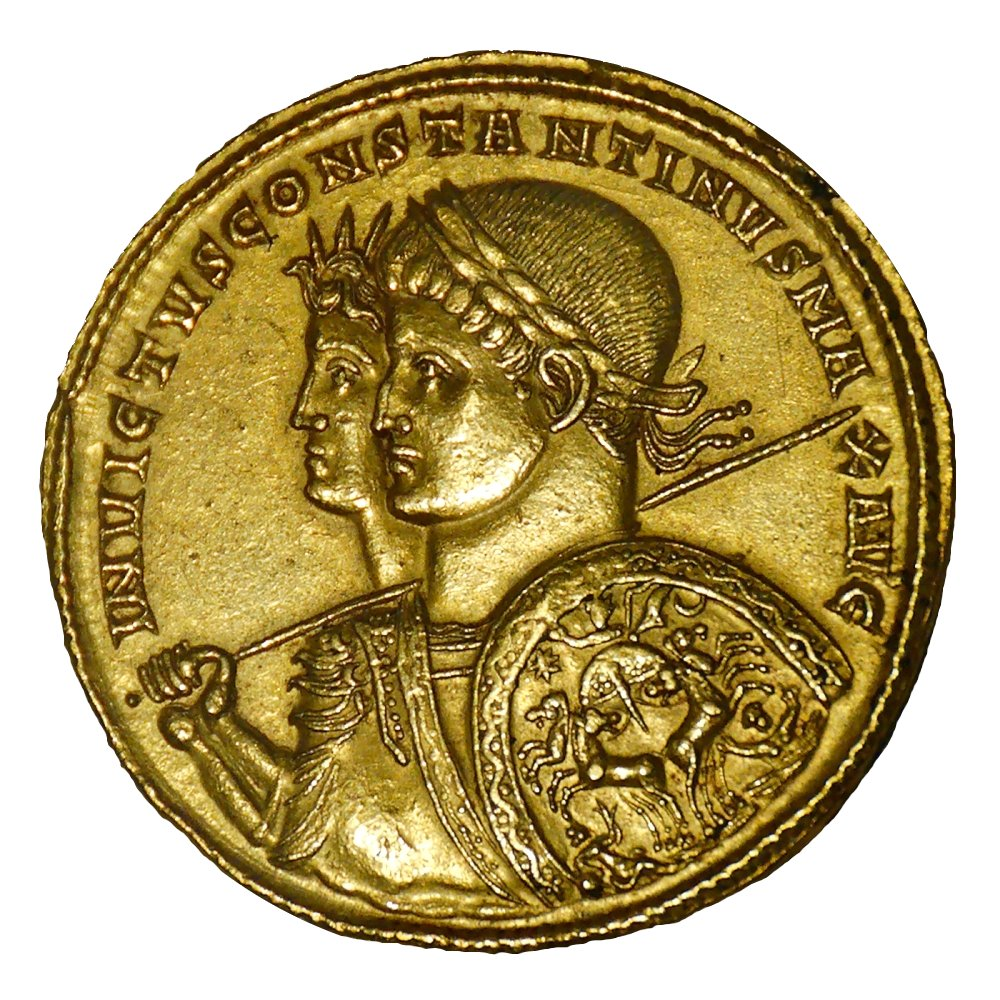
콘스탄티누스 1세 (재위: 306년–337년)

콘스탄티누스 1세 재위 동안, 테르빙기족은 콘스탄티누스와 리키니우스 간의 내전을 통해 서기 323년 다키아에 있는 그들의 거점에서 제국을 공격하는 데 이용하였다. 그들은 324년에 리키니우스가 패퇴할 때까지 그를 지지했었으며 그가 패퇴하고 다키아에 있는 자신들의 땅으로 달아나자, 그를 생포하였다. 이에 따라, 콘스탄티누스는 다뉴브국경 위쪽의 어떠한 야만족들의 활동에 대해 공격적 사전 조치에 집중하였다. 328년경, 그는 수키다바에 다뉴브강을 건너는 새로운 교량을 건설하였고, 수키다바에서 로물라를 잇는 도로를 보수했다. 또한 그는 다프네 (오늘날 루마니아 스판초브)에 군사 요새를 세웠다.
336년 초, 콘스탄티누스는 직접 군대를 이끌고 다뉴브강을 건너 그곳에 정착해 있던 고트족을 격파하였는데, 이 과정에서 다뉴브강 이북에 로마 속주를 새롭게 설치하였다. 이 업적을 기념하여, 원로원은 그에게 '다키쿠스 막시무스' 칭호를 부여하였고, 이는 336년 그의 즉위 30주년 행사와 함께 기념되었다. 이 칭호의 부여에 대해 티모시 반스 같은 학자들은 어느 정도 수준의 다키아 속주 회복을 암시한다고 보았다. 그렇지만, 수키다바 교량은 발렌스 황제가 서기 367년에 고트족에 대한 원정을 벌일 기간 다뉴브강을 건너기 위해 이를 사용하면서 본 것이 마지막으로, 40년보다 적게 지속되었을 뿐이었다. 그럼에도, 수키다바의 카스트라는 서기 447년 아틸라의 손에 파괴될 때까지 계속 사용되었다.
오늘날 루마니아 남서쪽의 올테니아 지역에서 쫓겨난 테르빙기족은 트란실바니아쪽으로 이동하였고 사르마티아인과 분쟁에 휩싸였다. 334년에, 사르마티아인들은 콘스탄티누스에게 군사적 도움을 요청하였고, 이후 그는 이들의 대다수가 다뉴브 이남에 평화적으로 정착하도록 해주었다. 로마군은 테르빙기족에 완승을 거두었다. 테르빙기족은 로마인들과 강화 조약을 체결하며, 367년까지 평화적 조치를 취했다.
옛 다키아 속주에 대한 마지막 대규모 로마의 공격은 서기 367년에 이뤄졌으며, 발렌스 황제가 고트족에 대한 대규모 원정에 착수하기 위하여 외교 분쟁을 이용하였다. 콘스탄티누스가 수키다바에 성공적으로 설치한 바 있던 다뉴브강 양쪽의 교두보를 되찾기 위해서, 발렌스는 5월 30일경 다프네 인근에서 다뉴브강을 건너간 뒤 고트족 영토를 습격하였으며 발렌스의 군대는 9월까지 제대로 된 교전 없이 계속 공격을 이어나갔었다. 그는 카르시움에 거점을 마련하고 서기 368년에 다시 군사 활동을 벌였으나, 다뉴브강의 범람으로 방해를 받았다. 이에 따라 그는 다뉴브강의 로마 요새들을 재건하는 데 시간을 썼다. 369년, 발렌스는 다뉴브강을 건너 고티아로 넘어갔고, 이번에는 테르빙기족과 교전하여 이들을 물리치고 로마가 제시한 조건으로 강화 조약을 맺게 했다.
이 군사 활동이 옛 속주 지역 내 영향력을 유지하려던 로마의 마지막 시도였다. 얼마 안 있어, 훈족에 의한 서쪽으로부터의 압박이 테르빙기족에 한층 높은 압력을 가했으며, 테르빙기족은 옛 다키아 속주를 포기하고 로마 제국 영토 내로 망명을 할 수밖에 없었다. 이 요청에 대한 오판이 서기 378년 아드리아노플 전투에서 발렌스와 상당 수의 동로마 병력의 죽음으로 이어졌다.
다뉴브 이북의 다키아 지역은 이후에 재정복된 적은 결코 없었음에도, 6세기 중엽, 유스티니아누스 황제는 국경 방어를 더하기 위해 북쪽 강변의 투르누세베린의 탑을 포함하여 상당 수의 다뉴브강의 요새들을 건설하였고, 6세기 말과 7세기 초에 몇 차례 동로마 (초기 비잔티움)의 군사 활동들 그 중에서도 그 중에서도 특히 마우리키우스 황제 (재위 582년-602년)의 활동이 있었다. 그의 군사 활동 목적은 다뉴브강 지역의 일부 취락들과 요새들을 요새화를 시키면서 슬라브족과 아바르족의 지속된 침입으로부터 발칸 지역의 속주들과 다뉴브 국경 지대 수호하는 것이었으며, 또한 판노니아 지역을 포함하여 다뉴브 이북 지역 영토로 깊숙이 들어가 몇 차례 승리를 거두기도 했다. 하지만, 국경 지대에서 다시 이룩한 이 성공들에도 불구하고,  봉급 삭감 속에서 겨울내 이곳에서 주둔 및 군사 활동을 계속할 것이라는 예견이 있는 가운데 한때 다키아였던 다뉴브 이북 지대에 배치됐던 지친 비잔티움 군 내에서 벌어진 602년의 반란은 황제의 장군들 중 한 명인 포카스가 그를 폐위시키게 하였고, 페르시아 그리고 이후에는 아랍의 위협이 있는 동방으로 관심을 돌려야 했기에 결국 수십 년간 발칸반도에 대한 로마의 지배력이 붕괴되고 말았다.

### 다코로마인들의 운명에 대한 논쟁

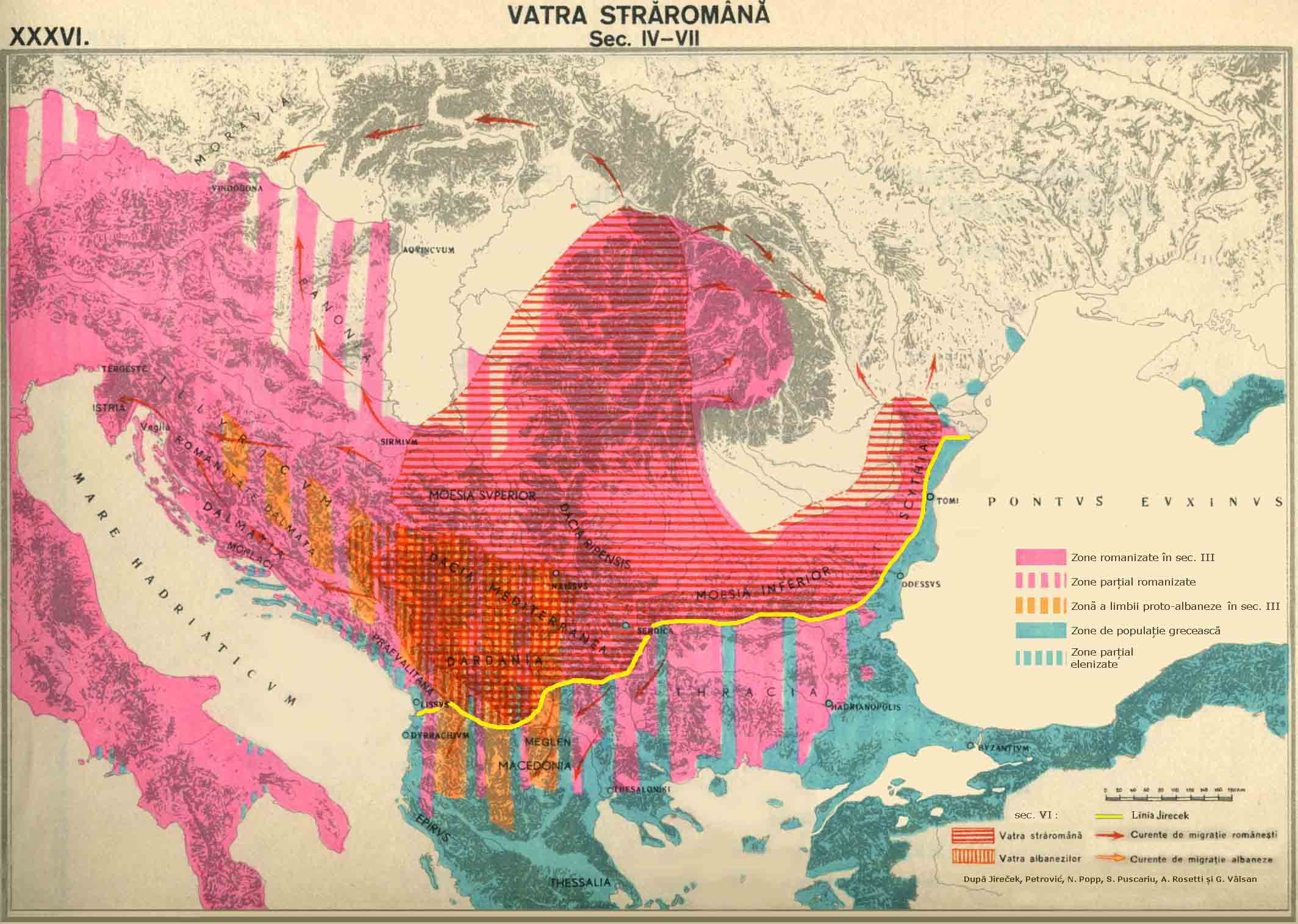
발칸반도 언어 지도 (4세기–7세기). 분홍색 지역은 로망스어 구사 지역을 나타나내고, 사선 표시 된 분홍색 지역은 루마니아조어 분포 가능 지역을 나타낸다.

에우트로피우스 같은 고대 작가들의 기록물들을 근거로 하여, 에드워드 기번 같은 몇몇 계몽시대 역사가들은 다키아 트라이아나의 인구는 아우렐리아누스가 속주를 포기했을 당시에 남쪽으로 이동했다고 추측했다. 그렇지만, 로마화된 다키아인들의 운명, 그리고 이후의 루마니아인의 기원은 18세기와 19세기 루마니아 민족주의자들과 오스트리아 헝가리 제국 사이에 일어난 정치적 고착에서 비롯한 논쟁에 휩싸이게 되었다.
한 이론에서는 루마니아인을 형성한 과정이 다키아의 로마화 그리고 서기 275년에 로마의 철수 이후에도 다키아를 완전히 떠나지 않은 다코로마인의 존재에서 시작되었다고 주장한다. 매장지 및 취락에서 얻은 고고자료들은 다키아 속주의 토착 인구의 약간이 계속해서 그곳에 거주했다는 주장을 뒷받침한다. 서기 271년 이후의 것으로 추정되는 포테이사의 도자기 유물들, 나포카에서 발견된 마르쿠스 클라우디우스 타키투스와 크리스푸스 (콘스탄티누스 1세의 아들)의 로마 주화들은 이 도시들의 지속적인 잔존을 나타낸다. 포롤리숨에서는 로마 주화들이 발렌티니아누스 1세 시기 (364년–375년)에 다시 유통되기 시작하였고, 한편으로는 지역의 다코로마인들이 원형극장들을 야만족들의 침입에 맞서 요새화시키며, 울피아 트라이아나 사르미제게투사에 계속해서 거주했다. 이 이론에 따르면, 로마 제국이 다뉴브강 이남의 강변과 도브루자의 영토를 유지하고 있는 기간에, 그 영향력이 다뉴브 이북에도 영향을 미치면서 루마니아인들은 6세기 시작 무렵까지 로마 제국의 영향력 하에서 발전을 거듭하였다. 이 과정은 강을 건너는 교역품 및 사람들의 움직임을 통해 촉진되었으며, 로마의 도시들이 비록 그 규모와 부의 정도는 줄어들었음에도 다키아 중부와 남부 지역에서 유지되었다는 것이다.
전자의 이론과 맞서는 이론에서는 다키아의 줄어든 인구의 이동은 인구가 줄어든 발칸반도에 인구를 다시 번성시킬 필요성과 겹친다고 주장한다. 일부 다코로마인들이 잔존해 있었을 가능성이 존재하지만, 이들은 그 수가 매우 적었다. 다키아의 지명 변화는 다키아 속주의 완전한 철수를 뒷받침하는 경향이 있는데, 이 지역 로마의 도시, 요새, 취락 등의 명칭들이 완전히 폐지되고 말았다. 19세기부터 계속된 고고학적 조사들은 철수 이후 다키아에 다코로마인들의 많은 비율이 남아 있었다고 하는 결정적 증거를 밝혀내는 데 실패하고 있으며 예시로, 271년 이후 다키아 속주 내 로마 주화들의 통화 규모는 오늘날은 슬로바키아 및 현재 우크라이나 영토 내의 스텝 지역과 유사성을 보인다. 한편, 언어학 자료들과 지명들은 모이시아 인페리오르 또는 다뉴브강 이남 지역 속주들 내 루마니아어의 기원을 증명한다. 다뉴브강 이북의 옛 다키아 속주 내 지명들에 대한 지명학적 분석은 트라키아어, 스키타이-이란어, 켈트어, 로마어, 슬라브어 기원을 지닌 지명들에, 슬라브족이 받아들이고 (헝가리인들을 통한 것으로 추정) 루마니아인들에게 전해진 일부 비로마화 된 다키아 지명들이 존재하며, 같은 방식으로 일부 라틴어 지명들이 올트강의 경우처럼 슬라브인들을 통해 루마니아인들에게 전해졌다고 주장한다.
로마 철수 이후 로마화 된 다키아 인구의 잔존을 상정한 이들에 따르면, 다키아를 버린 아우렐리아누스의 결정은 다뉴브 국경선을 보호하기 위하여 군단들과 보조병 들을 움직이려던 온전히 군사적 결정이었다. 다키아 속주의 민간인은 앞으로 다가올 재난에 대한 전조로서 이 철수에서 다루지 않았는데, 군사적 철수 이후 이 지역 내 대규모 이주가 없었고, 민간인들의 급작스러운 철수에 대한 증거도 없었으며, 원주민들의 재산에 대한 방대한 피해도 없었다.
언어학적 분석은 슬라브어 구사 집단이 도래할 때까지 라틴어 지명을 유지했었던 최소한 두 세 개의 장소들에서 루마니아어와 다른 로망스어가 발생했음을 보여주었다. 그러한 지명 중에 클루지(Cluj), 비글라(Bigla) 등의 지명들은 각각 자음군 '클'(-cl-) '글'(-gl-)을 유지하고 있는데, 이 자음군은 루마니아어에서 크(ch)와 그(gh)가 되었다. 그렇지만, 이 음성 변화는 슬라브족이 도착한 5-6세기보다 더 나중인 루마니아어에서 발생했을지도 모르는데, 이는 루마니아어에서 차용한 언어뿐만 아니라 밀접한 관련성을 띠는 아로마니아어, 메글레노-루마니아어, 이스트로-루마니아어 등에서도 이러한 자음군들이 부분적으로 남아 있는 데서 증명된다. 또한, 다키아에서 인접한 판노니아 지역에 존재했다가, 고대 후기 때 사라진, 흥미로운 판노니아 라틴어에도 있었다.

## 같이 보기
- 다키아 메디테라네아
- 다키아 리펜시스
- 루마니아의 역사
- 로마 속주

## 참조
1. ↑  다키아에서 카라칼라의 활동들은 그의 동방으로 이동 중에 확인된 날짜 안에 놓여야 할 필요가 있다. 213년 8월 11일, 카라칼라는 라이티아 경계를 넘어 바르바리쿰으로 향하였고, 한편 213년 10월 8일에 게르만 부족들에 대한 그의 승전이 로마에 전해졌으며, 213년 12월 17일과 214년 1월 17일 사이에 그는 니코메디아에 있었다 – Opreanu 2015, 18–19쪽 참조

## 참고 문헌

### 고대 문헌
- 익명 (c. 395). 《히스토리아 아우구스타》 [Augustan History] (라틴어).
- 아우렐리우스 빅토르 (c. 361). 《De Caesaribus》 [Book of the Caesars] (라틴어).
- 카시우스 디오 (c. 220). 《Historia Romana》 [Roman History] (고대 그리스어).
- 에우트로피우스 (c. 364). 《Breviarium ab urbe condita》 [Abridgement of Roman History] (라틴어).
- 페스투스 (c. 379). 《Breviarium rerum gestarum populi Romani》 [Breviarium of the Accomplishments of the Roman People] (라틴어).
- 율리아누스 (c. 362). 《The Caesars》 (고대 그리스어).
- 락탄티우스 (c. 320). 《De Mortibus Persecutorum》 [Of the Manner in Which the Persecutors Died] (라틴어).
- 소 플리니우스 (c. 109). 《Epistulae》 [Letters] (라틴어).

### 현대 문헌
- Andea, Susan (2006). 《History of Romania: compendium》. Romanian Cultural Institute. ISBN 978-973-7784-12-4.
- Barnes, Timothy David (1981). 《Constantine and Eusebius》. 하버드 대학교 출판부. ISBN 978-0-674-16531-1.
- Bennett, Julian (1997). 《Trajan: optimus princeps》. Roman imperial biographies. London and New York: Routledge. ISBN 978-0-415-16524-2.
- Bird, Harry W.; Aurelius Victor (1994). 《Liber de Caesaribus》. Translated texts for historians. trans. Harry W. Bird. Liverpool: 리버풀 대학교 출판부. ISBN 978-0-85323-218-6.
- Birley, Anthony (2000). 《Marcus Aurelius》. Roman imperial biographies. London and New York: Routledge. ISBN 978-0-415-17125-0.
- de Blois, Lukas (1976). 《The Policy of the Emperor Gallienus》. Studies of the Dutch Archaeological and Historical Society. Leiden: Brill Publishers. ISBN 978-0-415-22812-1.
- Bunson, Matthew (2002). 《Encyclopedia of the Roman Empire》. Facts on File library of world history. New York: Facts On File. ISBN 978-0-8160-4562-4.
- Burns, Thomas S. (1991). 《A History of the Ostrogoths》. Midland Book. Indiana University Press. ISBN 978-0-253-20600-8.
- Burns, Thomas S. (2003). 《Rome and the Barbarians: 100 B.C.–A.D. 400》. Ancient society and history. Baltimore, Maryland: Johns Hopkins University Press. ISBN 978-0-8018-7306-5.
- Bury, John Bagnell (1893). 《A history of the Roman Empire: from its foundation to the death of Marcus Aurelius (27 B.C.–180 A.D.)》. Student's Series. New York: Harper.
- Campbell, Brian (2005). 〈The Severan Dynasty〉.   Bowman, Alan K.; Garnsey, Peter; Cameron, Averil. 《The Cambridge ancient history: The crisis of empire, A.D. 193–337》. The Cambridge ancient history 12. 케임브리지 대학교 출판부. 1–27쪽. ISBN 978-0-521-30199-2.
- Cary, Earnest; Cassius Dio (1927). 《Roman History, Vol. 9》. Loeb Classical Library. London: 하버드 대학교 출판부.
- Chapot, Victor (1997). 《Roman World》. Psychology Press. ISBN 978-0-415-15583-0.
- Cottrell, P. L.; Notarás, Gerásimos; Casares, Gabriel Tortella (2007). 《From the Athenian tetradrachm to the euro: studies in European monetary integration》. Studies in banking and financial history. Farnham: Ashgate Publishing. ISBN 978-0-7546-5389-9.
- Dana, Dan; Matei-Popescu, Florian (2009). “Soldats d'origine dace dans les diplômes militaires” [Soldiers of Dacian origin in the military diplomas]. 《Chiron》 (프랑스어) (Berlin: German Archaeological Institute/Walter de Gruyter) 39. ISSN 0069-3715. 2013년 7월 1일에 원본 문서에서 보존된 문서.
- Dorcey, Peter F. (1992). 《The cult of Silvanus: A Study in Roman Folk Religion》. Columbia studies in the classical tradition. Leiden: E.J. Brill. ISBN 978-90-04-09601-1.
- Ellis, Linda (1998).  Shennan, Stephen, 편집. “'Terra deserta': population, politics, and the [de]colonization of Dacia”. 《World Archaeology》 (Routledge) 30 (2): 220–237. doi:10.1080/00438243.1998.9980408. ISBN 978-0-415-19809-7. ISSN 0043-8243.
- Erdkamp, Paul (2010). 《A Companion to the Roman Army》. Blackwell Companions to the Ancient World. London: John Wiley and Sons. ISBN 978-1-4443-3921-5.
- Găzdac, Cristian (2010). 《Monetary circulation in Dacia and the provinces from the Middle and Lower Danube from Trajan to Constantine I: (AD 106–337)》. Volume 7 of Coins from Roman sites and collections of Roman coins from Romania. ISBN 978-606-543-040-2.
- Georgescu, Vlad (1991).  Călinescu, Matei, 편집. 《The Romanians: a history》. Romanian literature and thought in translation series. Columbus, Ohio: Ohio State University Press. ISBN 978-0-8142-0511-2.
- Gibbon, Edward (1816). 《The history of the decline and fall of the Roman Empire, Volume 1》. New York: Abraham Small and M. Carey.
- Giurescu, Constantin C. (1971). 《The Making of the Romanian Unitary State》. Meridane.
- Goldsworthy, Adrian (2003). 《The Complete Roman Army》. Complete Series. London: Thames & Hudson. ISBN 978-0-500-05124-5.
- Grant, Michael (1996). 《The Antonines: The Roman Empire in Transition》. London and New York: Routledge. ISBN 978-0-415-13814-7.
- Grumeza, Ion (2009). 《Dacia: Land of Transylvania, Cornerstone of Ancient Eastern Europe》. G – Reference, Information and Interdisciplinary Subjects Series. Hamilton Books. ISBN 978-0-7618-4465-5.
- Heather, Peter (2010). 《Empires and barbarians: the fall of Rome and the birth of Europe》. Oxford University Press. ISBN 978-0-19-973560-0.
- Jones, Brian W. (1992). 《The Emperor Domitian》. Roman Imperial Biographies Series. London and New York: Routledge. ISBN 978-0-415-04229-1.
- Katsari, Constantina (2011). 《The Roman Monetary System: The Eastern Provinces from the First to the Third Century AD》. Cambridge: 케임브리지 대학교 출판부. ISBN 978-0-521-76946-4.
- Köpeczi, Béla; Makkai, László; Mócsy, András; Szász, Zoltán; Barta, Gábor, 편집. (1994). 《History of Transylvania – From the Beginnings to 1606》. Budapest: Akadémiai Kiadó. ISBN 978-963-05-6703-9.
- Le Bohec, Yann (2000). 《The imperial Roman army》. Routledge. ISBN 978-0-415-22295-2.
- Lenski, Noel Emmanuel (2002). 《Failure of empire: Valens and the Roman state in the fourth century A.D.》. University of California Press. ISBN 978-0-520-23332-4.
- MacKendrick, Paul Lachlan (2000). 《The Dacian Stones Speak》. The University of North Carolina Press. ISBN 978-0-8078-4939-2.
- McLynn, Frank (2011). 《Marcus Aurelius: Warrior, Philosopher, Emperor》. Random House. ISBN 978-1-4464-4933-2.
- Mócsy, András (1974). 《Pannonia and Upper Moesia》. History of the provinces of the Roman Empire 4. Routledge. ISBN 978-0-7100-7714-1.
- Mócsy, András (1974b).  Harmatta, János, 편집. 《Pannónia a korai császárság idején》 [Pannonia during the Early Empire] (PDF). Budapest: Akadémiai Kiadó. ISBN 963 05 0293 3.
- Moisil, Delia (2002). “The Danube Limes and the Barbaricum (294–498 A.D.) – A Study In Coin Circulation”. 《Histoire et Mesure》 (파리: 사회과학고등연구원) 17 (3). ISSN 0982-1783.
- Mommsen, Theodor (1999).  Demandt, Barbara; Demandt, Alexander, 편집. 《A History of Rome under Emperors》. Routledge. ISBN 978-0-415-20647-1.
- Muşat, Mircea; Ardeleanu, Ion (1985). 《From Ancient Dacia to Modern Romania》. Editura Științifică și Enciclopedică.
- Nemeth, Eduard (2005). 《Armata in sud-vestul Daciei Romane》. Mirton. ISBN 973-661-691-6.
- Niebuhr, Barthold Georg (1849).  Schmitz, Leonhard, 편집. 《Lectures on the history of Rome: from the earliest times to the fall of the Western Empire, Volume 3》. Taylor, Walton, and Maberly.
- Nemeti, Sorin (2006). “Scenarios on the Dacians: The Indigenous Districts”. 《Studia Universitatis Babeș-Bolyai – Historia》 (Cluj-Napoca: Babeș-Bolyai University) 51 (1). ISSN 1220-0492.
- Nixon, C. E. V.; Saylor Rodgers, Barbara (1994). 《In Praise of Later Roman Emperors: The Panegyrici Latini》. Transformation of the Classical Heritage 21. Berkeley, California: University of California Press. ISBN 978-0-520-08326-4.
- Odahl, Charles Matson (2004). 《Constantine and the Christian Empire》. Roman imperial biographies. New York and Oxfordshire: Routledge. ISBN 978-0-415-17485-5.
- Oliva, Pavel (1962). 《Pannonia and the onset of crisis in the Roman Empire》. London and New York: Nakl. Československé akademie věd. OCLC 2673975.
- Oltean, Ioana Adina (2007). 《Dacia: landscape, colonisation and romanization》. Routledge monographs in classical studies. London and New York: Routledge. ISBN 978-0-415-41252-0.
- Oltean, Ioana Adina (2009).  Hanson, W. S., 편집. “Dacian ethnic identity and the Roman Army”. 《Journal of Roman Archaeology》 (Portsmouth, Rhode Island) 74 (The army and frontiers of Rome). ISBN 978-1-887829-74-8. ISSN 1047-7594.
- Opper, Thorsten (2008). 《Hadrian: empire and conflict》. London and New York: 하버드 대학교 출판부. ISBN 978-0-674-03095-4.
- Opreanu, Coriolan Horațiu (2006). 〈The North Danube Regions from the Roman Province of Dacia to the Emergence of the Romanian Language (2nd–8th Centuries A. D.)〉.   Pop, Ioan Aurel; Bolovan, Ioan; Andea, Susana. 《History of Romania: Compendium》. Cluj-Napoca: Romanian Cultural Institute (Center for Transylvanian Studies). ISBN 978-973-7784-12-4.
- Opreanu, Coriolan Horațiu (2015). “Caracalla and Dacia: Imperial Visit, A Reality or Only Rumour?”. 《Journal of Ancient History and Archaeology》 (Cluj-Napoca, Romania: Institute of Archaeology and Art History) 2 (2).
- Oțetea, Andrei (1970). 《The History of the Romanian people》. Scientific Pub. Hoose. ISBN 978-0-8057-5920-4.
- Pares, Bernard; Seton-Watson, Robert William; Williams, Harold; Jopson, Norman Brooke (1939). “The Slavonic and East European Review: a survey of the peoples of eastern Europe, their history, economics, philology and literature”. 《The Slavonic and East European Review》 (London: W.S. Maney & Son Ltd.) 18 (52). ISSN 0037-6795. JSTOR i391955.
- Parker, Henry Michael Denne (1958). 《A history of the Roman world from A.D. 138 to 337》. Methuen Publishing. ISBN 978-0-416-43690-7.
- Parker, Philip (2010). 《The Empire Stops Here: A Journey Along the Frontiers of the Roman World》. New York: Random House. ISBN 978-1-4090-1632-8.
- Pârvan, Vasile (1928). 《Dacia: An Outline of the Early Civilization of the Carpatho-Danubian Countries》. The University Press.
- Petolescu, Constantin C. (2010). 《Dacia – Un mileniu de istorie》. Editura Academiei Române. ISBN 978-973-27-1999-2.
- Pohl, Walter (2002). 《Die Awaren》 (독일어). München: C.H.Beck. ISBN 978-3-406-68426-5.
- Pop, Ioan Aurel (1999). 《Romanians and Romania: A Brief History》. East European monographs. East European Monographs. ISBN 978-0-88033-440-2.
- Potter, David (1998). “Procurators in Asia and Dacia under Marcus Aurelius: A Case Study of Imperial Initiative in Government” (PDF). 《Zeitschrift für Papyrologie und Epigraphik》 (University of Michigan: Habelt) (123): 270–274.
- Price, Glanville (2000). 《Encyclopedia of the languages of Europe》. Wiley-Blackwell. ISBN 978-0-631-22039-8.
- Schmitz, Michael (2005). 《The Dacian Threat 101–106 AD》. Enemies of Rome Monograph Series. Armidale, New South Wales: Caeros Pty, Limited. ISBN 978-0-9758445-0-2.
- Scott, Andrew G. (2008). 《Change and discontinuity within the Severan dynasty: The case of Macrinus》. ISBN 978-0-549-89041-6.[깨진 링크(과거 내용 찾기)]
- Southern, Pat (2001). 《The Roman Empire from Severus to Constantine》. London and New York: Routledge. ISBN 978-0-415-23943-1.
- Southern, Pat; Dixon, Karen R. (1996). 《The late Roman army》. Routledge. ISBN 978-0-7134-7047-5.
- Stoicescu, Nicolae (1983). 《The Continuity of the Romanian People, Volume 2》. Editura Științifică și Enciclopedică.
- Thompson, E. A. (2002). 《Romans and barbarians: the decline of the Western Empire》. University of Wisconsin Press. ISBN 978-0-299-08704-3.
- Treptow, Kurt W.; Bolovan, Ioan (1996).  Treptow, Kurt W.; Bolovan, Ioan, 편집. 《A History of Romania》. East European Monographs. ISBN 978-0-88033-345-0.
- Vékony, Gábor (2000). 《Dacians, Romans, Romanians》. Toronto and Buffalo: Matthias Corvinus Publishing. ISBN 978-1-882785-13-1.
- Waldman, Carl; Mason, Catherine (2006). 《Encyclopedia of European peoples, Volume 1》. Infobase Publishing. ISBN 978-0-8160-4964-6.
- Watson, Alaric (2004). 《Aurelian and the Third Century》. London and New York: Routledge. ISBN 978-0-415-30187-9.
- Watson, John Selby; Justin; Cornelius Nepos; Eutropius (1853). 《Justin, Cornelius Nepos, and Eutropius: literally translated, with notes and a general index》. Bohn's Classical Library. trans. Rev. John Selby Watson. London: Henry G. Bohn.
- Webb, Percy Henry (1927).  Mattingly, Harold; Sydenham, Edward Allen, 편집. 《The Roman Imperial Coinage: Valerian – Florian》. The Roman Imperial Coinage. 5, Part 1. Spink & Son.[깨진 링크(과거 내용 찾기)]
- Webster, Graham (1998). 《The Roman Imperial Army of the first and second centuries A.D.》. University of Oklahoma Press. ISBN 978-0-8061-3000-2.
- Whitby, Michael (1998). 《The Emperor Maurice and his Historian – Theophylact Simocatta on Persian and Balkan Warfare》. Oxford University Press. ISBN 0-19-822945-3.
- Wilkes, John (2000). 〈The Danube Provinces〉.   Bowman, Alan K.; Garnsey, Peter; Rathbone, Dominic. 《The Cambridge ancient history: The High Empire, A.D. 70–192》. The Cambridge ancient history 11. 케임브리지 대학교 출판부. 577–603쪽. ISBN 978-0-521-26335-1.
- Wilkes, John (2005). 〈Provinces and Frontiers〉.   Bowman, Alan K.; Garnsey, Peter; Cameron, Averil. 《The Cambridge ancient history: The crisis of empire, A.D. 193–337》. The Cambridge ancient history 12. 케임브리지 대학교 출판부. 212–268쪽. ISBN 978-0-521-30199-2.
- Williams, Stephen (2000). 《Diocletian and the Roman Recovery》. London and New York: Routledge. ISBN 978-0-415-91827-5.[깨진 링크(과거 내용 찾기)]
- Wolfram, Herwig; Dunlap, Thomas J. (1990). 《History of the Goths》. University of California Press. ISBN 978-0-520-06983-1.